# Felis nigripes
El gato patinegro, gato de pies negros o gato de patas negras (Felis nigripes) es una especie felino salvaje, de aspecto fornido y pelaje manchado. Su nombre proviene del color de las plantas de sus patas, que están cubiertas de pelos negros que lo protegen del calor del desierto. Con un peso que oscila entre los 1,5 y 2,75 kg, es uno de los felinos más pequeños del mundo y el más pequeño de África.
Con fama de feroz, es un activo depredador nocturno de pequeños mamíferos y aves. A diferencia de otros felinos, grandes presas como el sisón negro alioscuro (Afrotis afra) constituyen una parte importante de su dieta. Territoriales y solitarios, solo se reúnen por unas pocas horas durante la temporada de reproducción. La madre cría sola a sus crías, cuyo desarrollo es rápido en comparación con otros pequeños felinos. Debido a su tamaño, el gato patinegro sufre la depredación de muchos otros carnívoros como el chacal de lomo negro (Canis mesomelas) o grandes depredadores africanos.
Típico de los hábitats semiáridos, esta especie se encuentra principalmente en los desiertos de Karoo y Kalahari en el sur de África. Las principales amenazas para la especie son el sobrepastoreo que destruye su hábitat y el control indiscriminado de plagas. Debido a su rango restringido, está clasificado como "Vulnerable" en la Lista Roja de la UICN. A pesar de la existencia de un programa europeo para especies en peligro de extinción (EEP) y uno estadounidense con el mismo fin (SSP), no se habitúa bien a condiciones de cautividad. La mortalidad es alta debido a una enfermedad hereditaria, la amiloidosis tipo AA, por lo que el número de especímenes están disminuyendo. Varios frentes de investigación, en colaboración con el Black-footed Cat Working Group, están explorando tanto la procreación médicamente asistida como la observación a largo plazo y la recopilación de datos sobre gatos salvajes de patas negras.

## Etimología
El nombre científico de esta especie está compuesto por un primer término que designa al género Felis y que significa "gato" en latín clásico, y un segundo término compuesto derivado del latín niger "negro" y pes "pie". Los nombres vernáculares listados por el Cat Specialist Group de la IUCN son gato patinegro y gato de pies negros, mientras que otros autores también utilizan gato nigripedo o gato de patas negras.

## Características

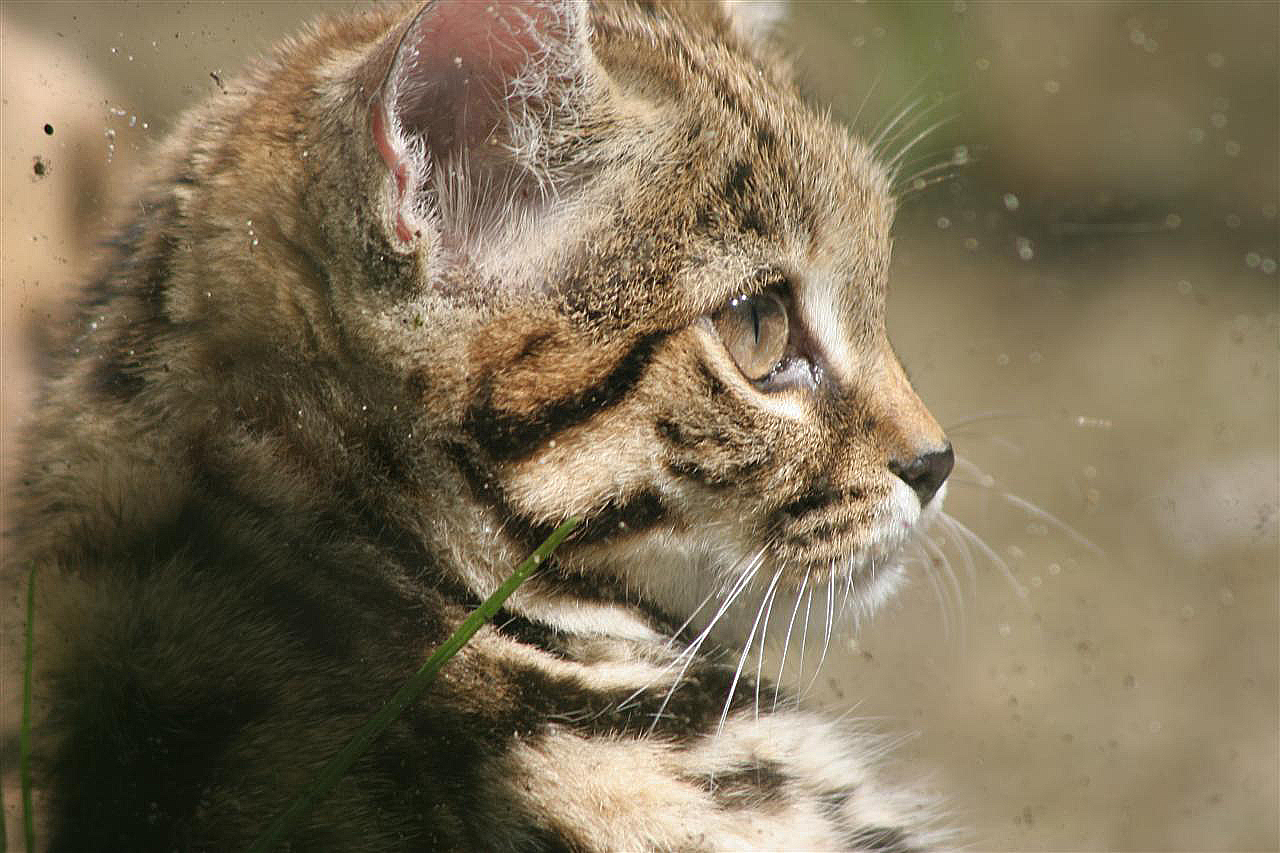
Retrato de un felis nigripes

El gato patinegro es una de las especies de felinos más pequeños que existen. Los machos adultos pesan entre 1,9 kg y un máximo de 2,45 kg. Las hembras adultas pesan entre 1,3 kg y un máximo de 1,65 kg. Los machos alcanzan una longitud de entre 36,7 a 43,3 cm y sus colas de entre 16,4 a 19,8 cm de largo. Las hembras son más pequeñas con una longitud total de 36,9 cm y colas de 12,6 a 17,0 cm de largo.
Solamente las almohadillas y las partes inferiores de las patas son de color negro, lo que le da al gato su nombre. El pelaje varía entre el color canela y marrón rojizo, y posee manchas negras o marrones que se fusionan para formar anillos en las patas, cuello y cola. La piel, sin embargo, es de color rosa sin pigmentar, a diferencia de la de otros gatos manchados.

## Ecología y comportamiento

Macho adulto tumbado en un jardín

Es un animal solitario y nocturno, difícil de ver. Pasa el día descansando y sale a cazar después de la puesta de sol.

### Dieta
Debido a su pequeño tamaño, estos gatos cazan principalmente pequeñas presas, como roedores y aves pequeñas aunque también son capaces de cazar avutardas y liebres del Cabo, esta última más pesada que él. Los insectos y las arañas les proporcionan menos del 1% de la masa de las presas consumidas. Son cazadores muy activos, llegando a matar hasta catorce pequeños animales en una noche.

## Hábitat y distribución

Comparación del tamaño de un Felis nigripes y un humano

El gato de patas negras vive en desiertos semiáridos y sabanas. Le gustan las áreas secas y abiertas cubiertas de hierba alta con muy pocos árboles y arbustos; su hábitat ideal es rico en roedores y pájaros. Este felino puede vivir hasta los 2000 m s. n. m.
Se encuentra en el desierto de Karoo y parte de la meseta Alto Veld, además de estar presente en la periferia del desierto de Kalahari. Las zonas demasiado secas y demasiado arenosas no son adecuadas como hábitat, prefiriendo aquellas áreas donde la pluviometría anual oscila entre los 100 y 500 mm. Está presente principalmente en las provincias del Estado Libre y El Cabo de Sudáfrica, así como en Namibia. Hay registros históricos de su presencia en Botsuana, aunque no se han reportado avistamientos recientes. Se presume que pudiera estar presente en los países limítrofes de Mozambique, Zimbabue y Angola, aunque allí nunca ha sido reportado.
Probablemente es la especie felina más rara de África, reportándose su presencia de manera esporádica, sin que se sepa aún si ello se debe a su bajo número o a su naturaleza reservada y su hábitat hostil que limitan las posibilidades de observación. Aunque el gato de patas negras se considera común en algunas partes de su área de distribución, su distribución restringida lo ubica en la categoría de animales raros.
Su presencia es segura en los parques nacionales Karoo, Cebra de montaña y de los Elefantes de Addo en Sudáfrica, y en el parque de los salares de Makgadikgadi en Botsuana; en el parque transfronterizo de Kgalagadi y la reserva de caza del Kalahari Central aún no han confirmado su presencia.

## Evolución de las especies y subespecies
El gato de patas negras pertenece al género Felis desde que fue descrito por primera vez por William John Burchell en 1824 en Travels Interior of Southern Africa. Forman un clado con los siguientes cuatro felinos: el gato de la jungla (Felis chaus), el gato de las arenas, el gato salvaje y el gato doméstico. Trabajos de ADN realizados en 2006 y 2007 que analizaron cromosomas sexuales y ADN mitocondrial de todas las especies de felinos, combinado con una investigación paleontológica, revelaron que el linaje del gato doméstico (Felis silvestris catus) probablemente divergió hace 3,4 Ma, en el Plioceno, en los desiertos y densos bosques de la cuenca mediterránea.
Originalmente se propusieron dos subespecies sobre criterios fenotípicos y geográficos bajo el supuesto que el río Orange constituía una barrera natural que impedía la mezcla de dos poblaciones:
- Felis nigripes nigripes (Burchell, 1824): ubicado al norte del rango (Bostwana Kalahari, Namibia y el norte del Cabo). El pelaje es claro, con un fondo leonado o blanquecino y marcas parduscas o leonadas. Las bandas que parten de la nuca a menudo se rompen en manchas o rayas cortas. Es la más pequeña de las dos subespecies. El holotipo era una piel incompleta observada por Burchell.[22]
- Felis nigripes thomasi (Shortridge, 1931): su área de distribución cubre el sureste de Sudáfrica. Es un poco más grande que el Felis nigripes nigripes. Su pelaje es más oscuro, de color canela a beige con manchas negras satinadas. Las bandas de la nuca están fuertemente desarrolladas. El holotipo es un esqueleto y una piel propiedad del Museo de Albany.[22]

Sin embargo se pueden encontrar en el centro de Sudáfrica, cerca de Kimberley, individuos que poseen características morfológicas cercanas a las dos subespecies. Las dos formas consideradas como subespecies son probablemente los extremos de una variación clinal. En 2017, se propuso invalidar las dos subespecies y considerar al gato de patas negras como una especie monotípica.

### Filogenia
El análisis filogenético del ADN nuclear de todas las especies de Felidae reveló que su radiación evolutiva comenzó en Asia en el Mioceno, hace alrededor de 14,45 a 8,38 millones de años. Análisis del ADN mitocondrial de todas las especies de Felidae indica que radiaron hace alrededor de 16,76 a 6,46 millones de años.
El gato de patas negras es parte de un linaje evolutivo que se estima se separó genéticamente del ancestro común de todas las especies de Felis hace alrededor de 4,44 a 2,16 millones de años, según el análisis de su ADN nuclear. El análisis de su ADN mitocondrial indica una divergencia genética de las especies de Felis hace alrededor de 6,52 a 1,03 millones de años. Ambos modelos coinciden en que el gato de la selva (F. chaus) fue la primera especie de Felis que divergió, seguido del gato de patas negras.
No se han encontrado restos fósiles del gato de patas negras. Posiblemente emigró durante el Pleistoceno a África. Esta migración posiblemente fue facilitada por largos períodos de bajos niveles del mar entre Asia y África.
El siguiente cladograma muestra las relaciones filogenéticas del gato de patas negras derivadas del análisis del ADN nuclear:

|  | Gato doméstico (F. catus)                |
|  |                                          |
|  | Gato montés euroasiático (F. silvestris) |
|  |                                          |

|  | Gato montés africano (F. lybica) |
|  |                                  |
|  | Gato montés chino (F. bieti)     |
|  |                                  |

|  | Gato doméstico (F. catus)                |
|  |                                          |
|  | Gato montés euroasiático (F. silvestris) |
|  |                                          |

|  | Gato montés africano (F. lybica) |
|  |                                  |
|  | Gato montés chino (F. bieti)     |
|  |                                  |

|  | Gato doméstico (F. catus)                |
|  |                                          |
|  | Gato montés euroasiático (F. silvestris) |
|  |                                          |

|  | Gato montés africano (F. lybica) |
|  |                                  |
|  | Gato montés chino (F. bieti)     |
|  |                                  |

|  | Gato doméstico (F. catus)                |
|  |                                          |
|  | Gato montés euroasiático (F. silvestris) |
|  |                                          |

|  | Gato montés africano (F. lybica) |
|  |                                  |
|  | Gato montés chino (F. bieti)     |
|  |                                  |

|  | Gato doméstico (F. catus)                |
|  |                                          |
|  | Gato montés euroasiático (F. silvestris) |
|  |                                          |

|  | Gato montés africano (F. lybica) |
|  |                                  |
|  | Gato montés chino (F. bieti)     |
|  |                                  |

|  | Gato doméstico (F. catus)                |
|  |                                          |
|  | Gato montés euroasiático (F. silvestris) |
|  |                                          |

|  | Gato montés africano (F. lybica) |
|  |                                  |
|  | Gato montés chino (F. bieti)     |
|  |                                  |

|  | Gato doméstico (F. catus)                |
|  |                                          |
|  | Gato montés euroasiático (F. silvestris) |
|  |                                          |

|  | Gato montés africano (F. lybica) |
|  |                                  |
|  | Gato montés chino (F. bieti)     |
|  |                                  |

|  | Gato doméstico (F. catus)                |
|  |                                          |
|  | Gato montés euroasiático (F. silvestris) |
|  |                                          |

|  | Gato montés africano (F. lybica) |
|  |                                  |
|  | Gato montés chino (F. bieti)     |
|  |                                  |

|  | Gato doméstico (F. catus)                |
|  |                                          |
|  | Gato montés euroasiático (F. silvestris) |
|  |                                          |

|  | Gato montés africano (F. lybica) |
|  |                                  |
|  | Gato montés chino (F. bieti)     |
|  |                                  |

|  | Gato doméstico (F. catus)                |
|  |                                          |
|  | Gato montés euroasiático (F. silvestris) |
|  |                                          |

|  | Gato montés africano (F. lybica) |
|  |                                  |
|  | Gato montés chino (F. bieti)     |
|  |                                  |

|  | Gato doméstico (F. catus)                |
|  |                                          |
|  | Gato montés euroasiático (F. silvestris) |
|  |                                          |

|  | Gato montés africano (F. lybica) |
|  |                                  |
|  | Gato montés chino (F. bieti)     |
|  |                                  |

|  | Gato doméstico (F. catus)                |
|  |                                          |
|  | Gato montés euroasiático (F. silvestris) |
|  |                                          |

|  | Gato montés africano (F. lybica) |
|  |                                  |
|  | Gato montés chino (F. bieti)     |
|  |                                  |

|  | Gato doméstico (F. catus)                |
|  |                                          |
|  | Gato montés euroasiático (F. silvestris) |
|  |                                          |

|  | Gato montés africano (F. lybica) |
|  |                                  |
|  | Gato montés chino (F. bieti)     |
|  |                                  |

|  | Gato doméstico (F. catus)                |
|  |                                          |
|  | Gato montés euroasiático (F. silvestris) |
|  |                                          |

|  | Gato montés africano (F. lybica) |
|  |                                  |
|  | Gato montés chino (F. bieti)     |
|  |                                  |

|  | Gato doméstico (F. catus)                |
|  |                                          |
|  | Gato montés euroasiático (F. silvestris) |
|  |                                          |

|  | Gato montés africano (F. lybica) |
|  |                                  |
|  | Gato montés chino (F. bieti)     |
|  |                                  |

|  | Gato doméstico (F. catus)                |
|  |                                          |
|  | Gato montés euroasiático (F. silvestris) |
|  |                                          |

|  | Gato montés africano (F. lybica) |
|  |                                  |
|  | Gato montés chino (F. bieti)     |
|  |                                  |

|  | Gato doméstico (F. catus)                |
|  |                                          |
|  | Gato montés euroasiático (F. silvestris) |
|  |                                          |

|  | Gato montés africano (F. lybica) |
|  |                                  |
|  | Gato montés chino (F. bieti)     |
|  |                                  |

|  | Gato doméstico (F. catus)                |
|  |                                          |
|  | Gato montés euroasiático (F. silvestris) |
|  |                                          |

|  | Gato montés africano (F. lybica) |
|  |                                  |
|  | Gato montés chino (F. bieti)     |
|  |                                  |

|  | Gato doméstico (F. catus)                |
|  |                                          |
|  | Gato montés euroasiático (F. silvestris) |
|  |                                          |

|  | Gato montés africano (F. lybica) |
|  |                                  |
|  | Gato montés chino (F. bieti)     |
|  |                                  |

|  | Gato doméstico (F. catus)                |
|  |                                          |
|  | Gato montés euroasiático (F. silvestris) |
|  |                                          |

|  | Gato montés africano (F. lybica) |
|  |                                  |
|  | Gato montés chino (F. bieti)     |
|  |                                  |

|  | Gato doméstico (F. catus)                |
|  |                                          |
|  | Gato montés euroasiático (F. silvestris) |
|  |                                          |

|  | Gato montés africano (F. lybica) |
|  |                                  |
|  | Gato montés chino (F. bieti)     |
|  |                                  |

|  | Gato doméstico (F. catus)                |
|  |                                          |
|  | Gato montés euroasiático (F. silvestris) |
|  |                                          |

|  | Gato montés africano (F. lybica) |
|  |                                  |
|  | Gato montés chino (F. bieti)     |
|  |                                  |

|  | Gato doméstico (F. catus)                |
|  |                                          |
|  | Gato montés euroasiático (F. silvestris) |
|  |                                          |

|  | Gato montés africano (F. lybica) |
|  |                                  |
|  | Gato montés chino (F. bieti)     |
|  |                                  |

|  | Gato doméstico (F. catus)                |
|  |                                          |
|  | Gato montés euroasiático (F. silvestris) |
|  |                                          |

|  | Gato montés africano (F. lybica) |
|  |                                  |
|  | Gato montés chino (F. bieti)     |
|  |                                  |

|  | Gato doméstico (F. catus)                |
|  |                                          |
|  | Gato montés euroasiático (F. silvestris) |
|  |                                          |

|  | Gato montés africano (F. lybica) |
|  |                                  |
|  | Gato montés chino (F. bieti)     |
|  |                                  |

|  | Gato doméstico (F. catus)                |
|  |                                          |
|  | Gato montés euroasiático (F. silvestris) |
|  |                                          |

|  | Gato montés africano (F. lybica) |
|  |                                  |
|  | Gato montés chino (F. bieti)     |
|  |                                  |

|  | Gato doméstico (F. catus)                |
|  |                                          |
|  | Gato montés euroasiático (F. silvestris) |
|  |                                          |

|  | Gato montés africano (F. lybica) |
|  |                                  |
|  | Gato montés chino (F. bieti)     |
|  |                                  |

|  | Gato doméstico (F. catus)                |
|  |                                          |
|  | Gato montés euroasiático (F. silvestris) |
|  |                                          |

|  | Gato montés africano (F. lybica) |
|  |                                  |
|  | Gato montés chino (F. bieti)     |
|  |                                  |

|  | Gato doméstico (F. catus)                |
|  |                                          |
|  | Gato montés euroasiático (F. silvestris) |
|  |                                          |

|  | Gato montés africano (F. lybica) |
|  |                                  |
|  | Gato montés chino (F. bieti)     |
|  |                                  |

|  | Gato doméstico (F. catus)                |
|  |                                          |
|  | Gato montés euroasiático (F. silvestris) |
|  |                                          |

|  | Gato montés africano (F. lybica) |
|  |                                  |
|  | Gato montés chino (F. bieti)     |
|  |                                  |

|  | Gato doméstico (F. catus)                |
|  |                                          |
|  | Gato montés euroasiático (F. silvestris) |
|  |                                          |

|  | Gato montés africano (F. lybica) |
|  |                                  |
|  | Gato montés chino (F. bieti)     |
|  |                                  |

|  | Gato doméstico (F. catus)                |
|  |                                          |
|  | Gato montés euroasiático (F. silvestris) |
|  |                                          |

|  | Gato montés africano (F. lybica) |
|  |                                  |
|  | Gato montés chino (F. bieti)     |
|  |                                  |

|  | Gato doméstico (F. catus)                |
|  |                                          |
|  | Gato montés euroasiático (F. silvestris) |
|  |                                          |

|  | Gato montés africano (F. lybica) |
|  |                                  |
|  | Gato montés chino (F. bieti)     |
|  |                                  |

|  | Gato doméstico (F. catus)                |
|  |                                          |
|  | Gato montés euroasiático (F. silvestris) |
|  |                                          |

|  | Gato montés africano (F. lybica) |
|  |                                  |
|  | Gato montés chino (F. bieti)     |
|  |                                  |

|  | Gato doméstico (F. catus)                |
|  |                                          |
|  | Gato montés euroasiático (F. silvestris) |
|  |                                          |

|  | Gato montés africano (F. lybica) |
|  |                                  |
|  | Gato montés chino (F. bieti)     |
|  |                                  |

|  | Gato doméstico (F. catus)                |
|  |                                          |
|  | Gato montés euroasiático (F. silvestris) |
|  |                                          |

|  | Gato montés africano (F. lybica) |
|  |                                  |
|  | Gato montés chino (F. bieti)     |
|  |                                  |

|  | Gato doméstico (F. catus)                |
|  |                                          |
|  | Gato montés euroasiático (F. silvestris) |
|  |                                          |

|  | Gato montés africano (F. lybica) |
|  |                                  |
|  | Gato montés chino (F. bieti)     |
|  |                                  |

|  | Gato doméstico (F. catus)                |
|  |                                          |
|  | Gato montés euroasiático (F. silvestris) |
|  |                                          |

|  | Gato montés africano (F. lybica) |
|  |                                  |
|  | Gato montés chino (F. bieti)     |
|  |                                  |

|  | Gato doméstico (F. catus)                |
|  |                                          |
|  | Gato montés euroasiático (F. silvestris) |
|  |                                          |

|  | Gato montés africano (F. lybica) |
|  |                                  |
|  | Gato montés chino (F. bieti)     |
|  |                                  |

|  | Gato doméstico (F. catus)                |
|  |                                          |
|  | Gato montés euroasiático (F. silvestris) |
|  |                                          |

|  | Gato montés africano (F. lybica) |
|  |                                  |
|  | Gato montés chino (F. bieti)     |
|  |                                  |

|  | Gato doméstico (F. catus)                |
|  |                                          |
|  | Gato montés euroasiático (F. silvestris) |
|  |                                          |

|  | Gato montés africano (F. lybica) |
|  |                                  |
|  | Gato montés chino (F. bieti)     |
|  |                                  |

|  | Gato doméstico (F. catus)                |
|  |                                          |
|  | Gato montés euroasiático (F. silvestris) |
|  |                                          |

|  | Gato montés africano (F. lybica) |
|  |                                  |
|  | Gato montés chino (F. bieti)     |
|  |                                  |

|  | Gato doméstico (F. catus)                |
|  |                                          |
|  | Gato montés euroasiático (F. silvestris) |
|  |                                          |

|  | Gato montés africano (F. lybica) |
|  |                                  |
|  | Gato montés chino (F. bieti)     |
|  |                                  |

|  | Gato doméstico (F. catus)                |
|  |                                          |
|  | Gato montés euroasiático (F. silvestris) |
|  |                                          |

|  | Gato montés africano (F. lybica) |
|  |                                  |
|  | Gato montés chino (F. bieti)     |
|  |                                  |

|  | Gato doméstico (F. catus)                |
|  |                                          |
|  | Gato montés euroasiático (F. silvestris) |
|  |                                          |

|  | Gato montés africano (F. lybica) |
|  |                                  |
|  | Gato montés chino (F. bieti)     |
|  |                                  |

|  | Gato doméstico (F. catus)                |
|  |                                          |
|  | Gato montés euroasiático (F. silvestris) |
|  |                                          |

|  | Gato montés africano (F. lybica) |
|  |                                  |
|  | Gato montés chino (F. bieti)     |
|  |                                  |

|  | Gato doméstico (F. catus)                |
|  |                                          |
|  | Gato montés euroasiático (F. silvestris) |
|  |                                          |

|  | Gato montés africano (F. lybica) |
|  |                                  |
|  | Gato montés chino (F. bieti)     |
|  |                                  |

|  | Gato doméstico (F. catus)                |
|  |                                          |
|  | Gato montés euroasiático (F. silvestris) |
|  |                                          |

|  | Gato montés africano (F. lybica) |
|  |                                  |
|  | Gato montés chino (F. bieti)     |
|  |                                  |

|  | Gato doméstico (F. catus)                |
|  |                                          |
|  | Gato montés euroasiático (F. silvestris) |
|  |                                          |

|  | Gato montés africano (F. lybica) |
|  |                                  |
|  | Gato montés chino (F. bieti)     |
|  |                                  |

|  | Gato doméstico (F. catus)                |
|  |                                          |
|  | Gato montés euroasiático (F. silvestris) |
|  |                                          |

|  | Gato montés africano (F. lybica) |
|  |                                  |
|  | Gato montés chino (F. bieti)     |
|  |                                  |

|  | Gato doméstico (F. catus)                |
|  |                                          |
|  | Gato montés euroasiático (F. silvestris) |
|  |                                          |

|  | Gato montés africano (F. lybica) |
|  |                                  |
|  | Gato montés chino (F. bieti)     |
|  |                                  |

|  | Gato doméstico (F. catus)                |
|  |                                          |
|  | Gato montés euroasiático (F. silvestris) |
|  |                                          |

|  | Gato montés africano (F. lybica) |
|  |                                  |
|  | Gato montés chino (F. bieti)     |
|  |                                  |

|  | Gato doméstico (F. catus)                |
|  |                                          |
|  | Gato montés euroasiático (F. silvestris) |
|  |                                          |

|  | Gato montés africano (F. lybica) |
|  |                                  |
|  | Gato montés chino (F. bieti)     |
|  |                                  |

|  | Gato doméstico (F. catus)                |
|  |                                          |
|  | Gato montés euroasiático (F. silvestris) |
|  |                                          |

|  | Gato montés africano (F. lybica) |
|  |                                  |
|  | Gato montés chino (F. bieti)     |
|  |                                  |

|  | Gato doméstico (F. catus)                |
|  |                                          |
|  | Gato montés euroasiático (F. silvestris) |
|  |                                          |

|  | Gato montés africano (F. lybica) |
|  |                                  |
|  | Gato montés chino (F. bieti)     |
|  |                                  |

|  | Gato doméstico (F. catus)                |
|  |                                          |
|  | Gato montés euroasiático (F. silvestris) |
|  |                                          |

|  | Gato montés africano (F. lybica) |
|  |                                  |
|  | Gato montés chino (F. bieti)     |
|  |                                  |

|  | Gato doméstico (F. catus)                |
|  |                                          |
|  | Gato montés euroasiático (F. silvestris) |
|  |                                          |

|  | Gato montés africano (F. lybica) |
|  |                                  |
|  | Gato montés chino (F. bieti)     |
|  |                                  |

|  | Gato doméstico (F. catus)                |
|  |                                          |
|  | Gato montés euroasiático (F. silvestris) |
|  |                                          |

|  | Gato montés africano (F. lybica) |
|  |                                  |
|  | Gato montés chino (F. bieti)     |
|  |                                  |

|  | Gato doméstico (F. catus)                |
|  |                                          |
|  | Gato montés euroasiático (F. silvestris) |
|  |                                          |

|  | Gato montés africano (F. lybica) |
|  |                                  |
|  | Gato montés chino (F. bieti)     |
|  |                                  |

|  | Gato doméstico (F. catus)                |
|  |                                          |
|  | Gato montés euroasiático (F. silvestris) |
|  |                                          |

|  | Gato montés africano (F. lybica) |
|  |                                  |
|  | Gato montés chino (F. bieti)     |
|  |                                  |

|  | Gato doméstico (F. catus)                |
|  |                                          |
|  | Gato montés euroasiático (F. silvestris) |
|  |                                          |

|  | Gato montés africano (F. lybica) |
|  |                                  |
|  | Gato montés chino (F. bieti)     |
|  |                                  |

|  | Gato doméstico (F. catus)                |
|  |                                          |
|  | Gato montés euroasiático (F. silvestris) |
|  |                                          |

|  | Gato montés africano (F. lybica) |
|  |                                  |
|  | Gato montés chino (F. bieti)     |
|  |                                  |

|  | Gato doméstico (F. catus)                |
|  |                                          |
|  | Gato montés euroasiático (F. silvestris) |
|  |                                          |

|  | Gato montés africano (F. lybica) |
|  |                                  |
|  | Gato montés chino (F. bieti)     |
|  |                                  |

|  | Gato doméstico (F. catus)                |
|  |                                          |
|  | Gato montés euroasiático (F. silvestris) |
|  |                                          |

|  | Gato montés africano (F. lybica) |
|  |                                  |
|  | Gato montés chino (F. bieti)     |
|  |                                  |

|  | Gato doméstico (F. catus)                |
|  |                                          |
|  | Gato montés euroasiático (F. silvestris) |
|  |                                          |

|  | Gato montés africano (F. lybica) |
|  |                                  |
|  | Gato montés chino (F. bieti)     |
|  |                                  |

|  | Gato doméstico (F. catus)                |
|  |                                          |
|  | Gato montés euroasiático (F. silvestris) |
|  |                                          |

|  | Gato montés africano (F. lybica) |
|  |                                  |
|  | Gato montés chino (F. bieti)     |
|  |                                  |

|  | Gato doméstico (F. catus)                |
|  |                                          |
|  | Gato montés euroasiático (F. silvestris) |
|  |                                          |

|  | Gato montés africano (F. lybica) |
|  |                                  |
|  | Gato montés chino (F. bieti)     |
|  |                                  |

|  | Gato doméstico (F. catus)                |
|  |                                          |
|  | Gato montés euroasiático (F. silvestris) |
|  |                                          |

|  | Gato montés africano (F. lybica) |
|  |                                  |
|  | Gato montés chino (F. bieti)     |
|  |                                  |

|  | Gato doméstico (F. catus)                |
|  |                                          |
|  | Gato montés euroasiático (F. silvestris) |
|  |                                          |

|  | Gato montés africano (F. lybica) |
|  |                                  |
|  | Gato montés chino (F. bieti)     |
|  |                                  |

|  | Gato doméstico (F. catus)                |
|  |                                          |
|  | Gato montés euroasiático (F. silvestris) |
|  |                                          |

|  | Gato montés africano (F. lybica) |
|  |                                  |
|  | Gato montés chino (F. bieti)     |
|  |                                  |

|  | Gato doméstico (F. catus)                |
|  |                                          |
|  | Gato montés euroasiático (F. silvestris) |
|  |                                          |

|  | Gato montés africano (F. lybica) |
|  |                                  |
|  | Gato montés chino (F. bieti)     |
|  |                                  |

|  | Gato doméstico (F. catus)                |
|  |                                          |
|  | Gato montés euroasiático (F. silvestris) |
|  |                                          |

|  | Gato montés africano (F. lybica) |
|  |                                  |
|  | Gato montés chino (F. bieti)     |
|  |                                  |

|  | Gato doméstico (F. catus)                |
|  |                                          |
|  | Gato montés euroasiático (F. silvestris) |
|  |                                          |

|  | Gato montés africano (F. lybica) |
|  |                                  |
|  | Gato montés chino (F. bieti)     |
|  |                                  |

|  | Gato doméstico (F. catus)                |
|  |                                          |
|  | Gato montés euroasiático (F. silvestris) |
|  |                                          |

|  | Gato montés africano (F. lybica) |
|  |                                  |
|  | Gato montés chino (F. bieti)     |
|  |                                  |

|  | Gato doméstico (F. catus)                |
|  |                                          |
|  | Gato montés euroasiático (F. silvestris) |
|  |                                          |

|  | Gato montés africano (F. lybica) |
|  |                                  |
|  | Gato montés chino (F. bieti)     |
|  |                                  |

|  | Gato doméstico (F. catus)                |
|  |                                          |
|  | Gato montés euroasiático (F. silvestris) |
|  |                                          |

|  | Gato montés africano (F. lybica) |
|  |                                  |
|  | Gato montés chino (F. bieti)     |
|  |                                  |

|  | Gato doméstico (F. catus)                |
|  |                                          |
|  | Gato montés euroasiático (F. silvestris) |
|  |                                          |

|  | Gato montés africano (F. lybica) |
|  |                                  |
|  | Gato montés chino (F. bieti)     |
|  |                                  |

|  | Gato doméstico (F. catus)                |
|  |                                          |
|  | Gato montés euroasiático (F. silvestris) |
|  |                                          |

|  | Gato montés africano (F. lybica) |
|  |                                  |
|  | Gato montés chino (F. bieti)     |
|  |                                  |

|  | Gato doméstico (F. catus)                |
|  |                                          |
|  | Gato montés euroasiático (F. silvestris) |
|  |                                          |

|  | Gato montés africano (F. lybica) |
|  |                                  |
|  | Gato montés chino (F. bieti)     |
|  |                                  |

|  | Gato doméstico (F. catus)                |
|  |                                          |
|  | Gato montés euroasiático (F. silvestris) |
|  |                                          |

|  | Gato montés africano (F. lybica) |
|  |                                  |
|  | Gato montés chino (F. bieti)     |
|  |                                  |

|  | Gato doméstico (F. catus)                |
|  |                                          |
|  | Gato montés euroasiático (F. silvestris) |
|  |                                          |

|  | Gato montés africano (F. lybica) |
|  |                                  |
|  | Gato montés chino (F. bieti)     |
|  |                                  |

|  | Gato doméstico (F. catus)                |
|  |                                          |
|  | Gato montés euroasiático (F. silvestris) |
|  |                                          |

|  | Gato montés africano (F. lybica) |
|  |                                  |
|  | Gato montés chino (F. bieti)     |
|  |                                  |

|  | Gato doméstico (F. catus)                |
|  |                                          |
|  | Gato montés euroasiático (F. silvestris) |
|  |                                          |

|  | Gato montés africano (F. lybica) |
|  |                                  |
|  | Gato montés chino (F. bieti)     |
|  |                                  |

|  | Gato doméstico (F. catus)                |
|  |                                          |
|  | Gato montés euroasiático (F. silvestris) |
|  |                                          |

|  | Gato montés africano (F. lybica) |
|  |                                  |
|  | Gato montés chino (F. bieti)     |
|  |                                  |

|  | Gato doméstico (F. catus)                |
|  |                                          |
|  | Gato montés euroasiático (F. silvestris) |
|  |                                          |

|  | Gato montés africano (F. lybica) |
|  |                                  |
|  | Gato montés chino (F. bieti)     |
|  |                                  |

|  | Gato doméstico (F. catus)                |
|  |                                          |
|  | Gato montés euroasiático (F. silvestris) |
|  |                                          |

|  | Gato montés africano (F. lybica) |
|  |                                  |
|  | Gato montés chino (F. bieti)     |
|  |                                  |

|  | Gato doméstico (F. catus)                |
|  |                                          |
|  | Gato montés euroasiático (F. silvestris) |
|  |                                          |

|  | Gato montés africano (F. lybica) |
|  |                                  |
|  | Gato montés chino (F. bieti)     |
|  |                                  |

|  | Gato doméstico (F. catus)                |
|  |                                          |
|  | Gato montés euroasiático (F. silvestris) |
|  |                                          |

|  | Gato montés africano (F. lybica) |
|  |                                  |
|  | Gato montés chino (F. bieti)     |
|  |                                  |

|  | Gato doméstico (F. catus)                |
|  |                                          |
|  | Gato montés euroasiático (F. silvestris) |
|  |                                          |

|  | Gato montés africano (F. lybica) |
|  |                                  |
|  | Gato montés chino (F. bieti)     |
|  |                                  |

|  | Gato doméstico (F. catus)                |
|  |                                          |
|  | Gato montés euroasiático (F. silvestris) |
|  |                                          |

|  | Gato montés africano (F. lybica) |
|  |                                  |
|  | Gato montés chino (F. bieti)     |
|  |                                  |

|  | Gato doméstico (F. catus)                |
|  |                                          |
|  | Gato montés euroasiático (F. silvestris) |
|  |                                          |

|  | Gato montés africano (F. lybica) |
|  |                                  |
|  | Gato montés chino (F. bieti)     |
|  |                                  |

|  | Gato doméstico (F. catus)                |
|  |                                          |
|  | Gato montés euroasiático (F. silvestris) |
|  |                                          |

|  | Gato montés africano (F. lybica) |
|  |                                  |
|  | Gato montés chino (F. bieti)     |
|  |                                  |

|  | Gato doméstico (F. catus)                |
|  |                                          |
|  | Gato montés euroasiático (F. silvestris) |
|  |                                          |

|  | Gato montés africano (F. lybica) |
|  |                                  |
|  | Gato montés chino (F. bieti)     |
|  |                                  |

|  | Gato doméstico (F. catus)                |
|  |                                          |
|  | Gato montés euroasiático (F. silvestris) |
|  |                                          |

|  | Gato montés africano (F. lybica) |
|  |                                  |
|  | Gato montés chino (F. bieti)     |
|  |                                  |

|  | Gato doméstico (F. catus)                |
|  |                                          |
|  | Gato montés euroasiático (F. silvestris) |
|  |                                          |

|  | Gato montés africano (F. lybica) |
|  |                                  |
|  | Gato montés chino (F. bieti)     |
|  |                                  |

|  | Gato doméstico (F. catus)                |
|  |                                          |
|  | Gato montés euroasiático (F. silvestris) |
|  |                                          |

|  | Gato montés africano (F. lybica) |
|  |                                  |
|  | Gato montés chino (F. bieti)     |
|  |                                  |

|  | Gato doméstico (F. catus)                |
|  |                                          |
|  | Gato montés euroasiático (F. silvestris) |
|  |                                          |

|  | Gato montés africano (F. lybica) |
|  |                                  |
|  | Gato montés chino (F. bieti)     |
|  |                                  |

|  | Gato doméstico (F. catus)                |
|  |                                          |
|  | Gato montés euroasiático (F. silvestris) |
|  |                                          |

|  | Gato montés africano (F. lybica) |
|  |                                  |
|  | Gato montés chino (F. bieti)     |
|  |                                  |

|  | Gato doméstico (F. catus)                |
|  |                                          |
|  | Gato montés euroasiático (F. silvestris) |
|  |                                          |

|  | Gato montés africano (F. lybica) |
|  |                                  |
|  | Gato montés chino (F. bieti)     |
|  |                                  |

|  | Gato doméstico (F. catus)                |
|  |                                          |
|  | Gato montés euroasiático (F. silvestris) |
|  |                                          |

|  | Gato montés africano (F. lybica) |
|  |                                  |
|  | Gato montés chino (F. bieti)     |
|  |                                  |

|  | Gato doméstico (F. catus)                |
|  |                                          |
|  | Gato montés euroasiático (F. silvestris) |
|  |                                          |

|  | Gato montés africano (F. lybica) |
|  |                                  |
|  | Gato montés chino (F. bieti)     |
|  |                                  |

|  | Gato doméstico (F. catus)                |
|  |                                          |
|  | Gato montés euroasiático (F. silvestris) |
|  |                                          |

|  | Gato montés africano (F. lybica) |
|  |                                  |
|  | Gato montés chino (F. bieti)     |
|  |                                  |

|  | Gato doméstico (F. catus)                |
|  |                                          |
|  | Gato montés euroasiático (F. silvestris) |
|  |                                          |

|  | Gato montés africano (F. lybica) |
|  |                                  |
|  | Gato montés chino (F. bieti)     |
|  |                                  |

|  | Gato doméstico (F. catus)                |
|  |                                          |
|  | Gato montés euroasiático (F. silvestris) |
|  |                                          |

|  | Gato montés africano (F. lybica) |
|  |                                  |
|  | Gato montés chino (F. bieti)     |
|  |                                  |

|  | Gato doméstico (F. catus)                |
|  |                                          |
|  | Gato montés euroasiático (F. silvestris) |
|  |                                          |

|  | Gato montés africano (F. lybica) |
|  |                                  |
|  | Gato montés chino (F. bieti)     |
|  |                                  |

|  | Gato doméstico (F. catus)                |
|  |                                          |
|  | Gato montés euroasiático (F. silvestris) |
|  |                                          |

|  | Gato montés africano (F. lybica) |
|  |                                  |
|  | Gato montés chino (F. bieti)     |
|  |                                  |

|  | Gato doméstico (F. catus)                |
|  |                                          |
|  | Gato montés euroasiático (F. silvestris) |
|  |                                          |

|  | Gato montés africano (F. lybica) |
|  |                                  |
|  | Gato montés chino (F. bieti)     |
|  |                                  |

|  | Gato doméstico (F. catus)                |
|  |                                          |
|  | Gato montés euroasiático (F. silvestris) |
|  |                                          |

|  | Gato montés africano (F. lybica) |
|  |                                  |
|  | Gato montés chino (F. bieti)     |
|  |                                  |

|  | Gato doméstico (F. catus)                |
|  |                                          |
|  | Gato montés euroasiático (F. silvestris) |
|  |                                          |

|  | Gato montés africano (F. lybica) |
|  |                                  |
|  | Gato montés chino (F. bieti)     |
|  |                                  |

|  | Gato doméstico (F. catus)                |
|  |                                          |
|  | Gato montés euroasiático (F. silvestris) |
|  |                                          |

|  | Gato montés africano (F. lybica) |
|  |                                  |
|  | Gato montés chino (F. bieti)     |
|  |                                  |

|  | Gato doméstico (F. catus)                |
|  |                                          |
|  | Gato montés euroasiático (F. silvestris) |
|  |                                          |

|  | Gato montés africano (F. lybica) |
|  |                                  |
|  | Gato montés chino (F. bieti)     |
|  |                                  |

|  | Gato doméstico (F. catus)                |
|  |                                          |
|  | Gato montés euroasiático (F. silvestris) |
|  |                                          |

|  | Gato montés africano (F. lybica) |
|  |                                  |
|  | Gato montés chino (F. bieti)     |
|  |                                  |

|  | Gato doméstico (F. catus)                |
|  |                                          |
|  | Gato montés euroasiático (F. silvestris) |
|  |                                          |

|  | Gato montés africano (F. lybica) |
|  |                                  |
|  | Gato montés chino (F. bieti)     |
|  |                                  |

|  | Gato doméstico (F. catus)                |
|  |                                          |
|  | Gato montés euroasiático (F. silvestris) |
|  |                                          |

|  | Gato montés africano (F. lybica) |
|  |                                  |
|  | Gato montés chino (F. bieti)     |
|  |                                  |

|  | Gato doméstico (F. catus)                |
|  |                                          |
|  | Gato montés euroasiático (F. silvestris) |
|  |                                          |

|  | Gato montés africano (F. lybica) |
|  |                                  |
|  | Gato montés chino (F. bieti)     |
|  |                                  |

|  | Gato doméstico (F. catus)                |
|  |                                          |
|  | Gato montés euroasiático (F. silvestris) |
|  |                                          |

|  | Gato montés africano (F. lybica) |
|  |                                  |
|  | Gato montés chino (F. bieti)     |
|  |                                  |

|  | Gato doméstico (F. catus)                |
|  |                                          |
|  | Gato montés euroasiático (F. silvestris) |
|  |                                          |

|  | Gato montés africano (F. lybica) |
|  |                                  |
|  | Gato montés chino (F. bieti)     |
|  |                                  |

|  | Gato doméstico (F. catus)                |
|  |                                          |
|  | Gato montés euroasiático (F. silvestris) |
|  |                                          |

|  | Gato montés africano (F. lybica) |
|  |                                  |
|  | Gato montés chino (F. bieti)     |
|  |                                  |

|  | Gato doméstico (F. catus)                |
|  |                                          |
|  | Gato montés euroasiático (F. silvestris) |
|  |                                          |

|  | Gato montés africano (F. lybica) |
|  |                                  |
|  | Gato montés chino (F. bieti)     |
|  |                                  |

|  | Gato doméstico (F. catus)                |
|  |                                          |
|  | Gato montés euroasiático (F. silvestris) |
|  |                                          |

|  | Gato montés africano (F. lybica) |
|  |                                  |
|  | Gato montés chino (F. bieti)     |
|  |                                  |

|  | Gato doméstico (F. catus)                |
|  |                                          |
|  | Gato montés euroasiático (F. silvestris) |
|  |                                          |

|  | Gato montés africano (F. lybica) |
|  |                                  |
|  | Gato montés chino (F. bieti)     |
|  |                                  |

|  | Gato doméstico (F. catus)                |
|  |                                          |
|  | Gato montés euroasiático (F. silvestris) |
|  |                                          |

|  | Gato montés africano (F. lybica) |
|  |                                  |
|  | Gato montés chino (F. bieti)     |
|  |                                  |

|  | Gato doméstico (F. catus)                |
|  |                                          |
|  | Gato montés euroasiático (F. silvestris) |
|  |                                          |

|  | Gato montés africano (F. lybica) |
|  |                                  |
|  | Gato montés chino (F. bieti)     |
|  |                                  |

|  | Gato doméstico (F. catus)                |
|  |                                          |
|  | Gato montés euroasiático (F. silvestris) |
|  |                                          |

|  | Gato montés africano (F. lybica) |
|  |                                  |
|  | Gato montés chino (F. bieti)     |
|  |                                  |

|  | Gato doméstico (F. catus)                |
|  |                                          |
|  | Gato montés euroasiático (F. silvestris) |
|  |                                          |

|  | Gato montés africano (F. lybica) |
|  |                                  |
|  | Gato montés chino (F. bieti)     |
|  |                                  |

|  | Gato doméstico (F. catus)                |
|  |                                          |
|  | Gato montés euroasiático (F. silvestris) |
|  |                                          |

|  | Gato montés africano (F. lybica) |
|  |                                  |
|  | Gato montés chino (F. bieti)     |
|  |                                  |

|  | Gato doméstico (F. catus)                |
|  |                                          |
|  | Gato montés euroasiático (F. silvestris) |
|  |                                          |

|  | Gato montés africano (F. lybica) |
|  |                                  |
|  | Gato montés chino (F. bieti)     |
|  |                                  |

|  | Gato doméstico (F. catus)                |
|  |                                          |
|  | Gato montés euroasiático (F. silvestris) |
|  |                                          |

|  | Gato montés africano (F. lybica) |
|  |                                  |
|  | Gato montés chino (F. bieti)     |
|  |                                  |

|  | Gato doméstico (F. catus)                |
|  |                                          |
|  | Gato montés euroasiático (F. silvestris) |
|  |                                          |

|  | Gato montés africano (F. lybica) |
|  |                                  |
|  | Gato montés chino (F. bieti)     |
|  |                                  |

|  | Gato doméstico (F. catus)                |
|  |                                          |
|  | Gato montés euroasiático (F. silvestris) |
|  |                                          |

|  | Gato montés africano (F. lybica) |
|  |                                  |
|  | Gato montés chino (F. bieti)     |
|  |                                  |

|  | Gato doméstico (F. catus)                |
|  |                                          |
|  | Gato montés euroasiático (F. silvestris) |
|  |                                          |

|  | Gato montés africano (F. lybica) |
|  |                                  |
|  | Gato montés chino (F. bieti)     |
|  |                                  |

|  | Gato doméstico (F. catus)                |
|  |                                          |
|  | Gato montés euroasiático (F. silvestris) |
|  |                                          |

|  | Gato montés africano (F. lybica) |
|  |                                  |
|  | Gato montés chino (F. bieti)     |
|  |                                  |

|  | Gato doméstico (F. catus)                |
|  |                                          |
|  | Gato montés euroasiático (F. silvestris) |
|  |                                          |

|  | Gato montés africano (F. lybica) |
|  |                                  |
|  | Gato montés chino (F. bieti)     |
|  |                                  |

|  | Gato doméstico (F. catus)                |
|  |                                          |
|  | Gato montés euroasiático (F. silvestris) |
|  |                                          |

|  | Gato montés africano (F. lybica) |
|  |                                  |
|  | Gato montés chino (F. bieti)     |
|  |                                  |

|  | Gato doméstico (F. catus)                |
|  |                                          |
|  | Gato montés euroasiático (F. silvestris) |
|  |                                          |

|  | Gato montés africano (F. lybica) |
|  |                                  |
|  | Gato montés chino (F. bieti)     |
|  |                                  |

|  | Gato doméstico (F. catus)                |
|  |                                          |
|  | Gato montés euroasiático (F. silvestris) |
|  |                                          |

|  | Gato montés africano (F. lybica) |
|  |                                  |
|  | Gato montés chino (F. bieti)     |
|  |                                  |

|  | Gato doméstico (F. catus)                |
|  |                                          |
|  | Gato montés euroasiático (F. silvestris) |
|  |                                          |

|  | Gato montés africano (F. lybica) |
|  |                                  |
|  | Gato montés chino (F. bieti)     |
|  |                                  |

|  | Gato doméstico (F. catus)                |
|  |                                          |
|  | Gato montés euroasiático (F. silvestris) |
|  |                                          |

|  | Gato montés africano (F. lybica) |
|  |                                  |
|  | Gato montés chino (F. bieti)     |
|  |                                  |

|  | Gato doméstico (F. catus)                |
|  |                                          |
|  | Gato montés euroasiático (F. silvestris) |
|  |                                          |

|  | Gato montés africano (F. lybica) |
|  |                                  |
|  | Gato montés chino (F. bieti)     |
|  |                                  |

|  | Gato doméstico (F. catus)                |
|  |                                          |
|  | Gato montés euroasiático (F. silvestris) |
|  |                                          |

|  | Gato montés africano (F. lybica) |
|  |                                  |
|  | Gato montés chino (F. bieti)     |
|  |                                  |

|  | Gato doméstico (F. catus)                |
|  |                                          |
|  | Gato montés euroasiático (F. silvestris) |
|  |                                          |

|  | Gato montés africano (F. lybica) |
|  |                                  |
|  | Gato montés chino (F. bieti)     |
|  |                                  |

|  | Gato doméstico (F. catus)                |
|  |                                          |
|  | Gato montés euroasiático (F. silvestris) |
|  |                                          |

|  | Gato montés africano (F. lybica) |
|  |                                  |
|  | Gato montés chino (F. bieti)     |
|  |                                  |

|  | Gato doméstico (F. catus)                |
|  |                                          |
|  | Gato montés euroasiático (F. silvestris) |
|  |                                          |

|  | Gato montés africano (F. lybica) |
|  |                                  |
|  | Gato montés chino (F. bieti)     |
|  |                                  |

|  | Gato doméstico (F. catus)                |
|  |                                          |
|  | Gato montés euroasiático (F. silvestris) |
|  |                                          |

|  | Gato montés africano (F. lybica) |
|  |                                  |
|  | Gato montés chino (F. bieti)     |
|  |                                  |

|  | Gato doméstico (F. catus)                |
|  |                                          |
|  | Gato montés euroasiático (F. silvestris) |
|  |                                          |

|  | Gato montés africano (F. lybica) |
|  |                                  |
|  | Gato montés chino (F. bieti)     |
|  |                                  |

|  | Gato doméstico (F. catus)                |
|  |                                          |
|  | Gato montés euroasiático (F. silvestris) |
|  |                                          |

|  | Gato montés africano (F. lybica) |
|  |                                  |
|  | Gato montés chino (F. bieti)     |
|  |                                  |

|  | Gato doméstico (F. catus)                |
|  |                                          |
|  | Gato montés euroasiático (F. silvestris) |
|  |                                          |

|  | Gato montés africano (F. lybica) |
|  |                                  |
|  | Gato montés chino (F. bieti)     |
|  |                                  |

|  | Gato doméstico (F. catus)                |
|  |                                          |
|  | Gato montés euroasiático (F. silvestris) |
|  |                                          |

|  | Gato montés africano (F. lybica) |
|  |                                  |
|  | Gato montés chino (F. bieti)     |
|  |                                  |

|  | Gato doméstico (F. catus)                |
|  |                                          |
|  | Gato montés euroasiático (F. silvestris) |
|  |                                          |

|  | Gato montés africano (F. lybica) |
|  |                                  |
|  | Gato montés chino (F. bieti)     |
|  |                                  |

|  | Gato doméstico (F. catus)                |
|  |                                          |
|  | Gato montés euroasiático (F. silvestris) |
|  |                                          |

|  | Gato montés africano (F. lybica) |
|  |                                  |
|  | Gato montés chino (F. bieti)     |
|  |                                  |

|  | Gato doméstico (F. catus)                |
|  |                                          |
|  | Gato montés euroasiático (F. silvestris) |
|  |                                          |

|  | Gato montés africano (F. lybica) |
|  |                                  |
|  | Gato montés chino (F. bieti)     |
|  |                                  |

|  | Gato doméstico (F. catus)                |
|  |                                          |
|  | Gato montés euroasiático (F. silvestris) |
|  |                                          |

|  | Gato montés africano (F. lybica) |
|  |                                  |
|  | Gato montés chino (F. bieti)     |
|  |                                  |

|  | Gato doméstico (F. catus)                |
|  |                                          |
|  | Gato montés euroasiático (F. silvestris) |
|  |                                          |

|  | Gato montés africano (F. lybica) |
|  |                                  |
|  | Gato montés chino (F. bieti)     |
|  |                                  |

|  | Gato doméstico (F. catus)                |
|  |                                          |
|  | Gato montés euroasiático (F. silvestris) |
|  |                                          |

|  | Gato montés africano (F. lybica) |
|  |                                  |
|  | Gato montés chino (F. bieti)     |
|  |                                  |

|  | Gato doméstico (F. catus)                |
|  |                                          |
|  | Gato montés euroasiático (F. silvestris) |
|  |                                          |

|  | Gato montés africano (F. lybica) |
|  |                                  |
|  | Gato montés chino (F. bieti)     |
|  |                                  |

|  | Gato doméstico (F. catus)                |
|  |                                          |
|  | Gato montés euroasiático (F. silvestris) |
|  |                                          |

|  | Gato montés africano (F. lybica) |
|  |                                  |
|  | Gato montés chino (F. bieti)     |
|  |                                  |

|  | Gato doméstico (F. catus)                |
|  |                                          |
|  | Gato montés euroasiático (F. silvestris) |
|  |                                          |

|  | Gato montés africano (F. lybica) |
|  |                                  |
|  | Gato montés chino (F. bieti)     |
|  |                                  |

|  | Gato doméstico (F. catus)                |
|  |                                          |
|  | Gato montés euroasiático (F. silvestris) |
|  |                                          |

|  | Gato montés africano (F. lybica) |
|  |                                  |
|  | Gato montés chino (F. bieti)     |
|  |                                  |

|  | Gato doméstico (F. catus)                |
|  |                                          |
|  | Gato montés euroasiático (F. silvestris) |
|  |                                          |

|  | Gato montés africano (F. lybica) |
|  |                                  |
|  | Gato montés chino (F. bieti)     |
|  |                                  |

|  | Gato doméstico (F. catus)                |
|  |                                          |
|  | Gato montés euroasiático (F. silvestris) |
|  |                                          |

|  | Gato montés africano (F. lybica) |
|  |                                  |
|  | Gato montés chino (F. bieti)     |
|  |                                  |

|  | Gato doméstico (F. catus)                |
|  |                                          |
|  | Gato montés euroasiático (F. silvestris) |
|  |                                          |

|  | Gato montés africano (F. lybica) |
|  |                                  |
|  | Gato montés chino (F. bieti)     |
|  |                                  |

|  | Gato doméstico (F. catus)                |
|  |                                          |
|  | Gato montés euroasiático (F. silvestris) |
|  |                                          |

|  | Gato montés africano (F. lybica) |
|  |                                  |
|  | Gato montés chino (F. bieti)     |
|  |                                  |

|  | Gato doméstico (F. catus)                |
|  |                                          |
|  | Gato montés euroasiático (F. silvestris) |
|  |                                          |

|  | Gato montés africano (F. lybica) |
|  |                                  |
|  | Gato montés chino (F. bieti)     |
|  |                                  |

|  | Gato doméstico (F. catus)                |
|  |                                          |
|  | Gato montés euroasiático (F. silvestris) |
|  |                                          |

|  | Gato montés africano (F. lybica) |
|  |                                  |
|  | Gato montés chino (F. bieti)     |
|  |                                  |

|  | Gato doméstico (F. catus)                |
|  |                                          |
|  | Gato montés euroasiático (F. silvestris) |
|  |                                          |

|  | Gato montés africano (F. lybica) |
|  |                                  |
|  | Gato montés chino (F. bieti)     |
|  |                                  |

|  | Gato doméstico (F. catus)                |
|  |                                          |
|  | Gato montés euroasiático (F. silvestris) |
|  |                                          |

|  | Gato montés africano (F. lybica) |
|  |                                  |
|  | Gato montés chino (F. bieti)     |
|  |                                  |

|  | Gato doméstico (F. catus)                |
|  |                                          |
|  | Gato montés euroasiático (F. silvestris) |
|  |                                          |

|  | Gato montés africano (F. lybica) |
|  |                                  |
|  | Gato montés chino (F. bieti)     |
|  |                                  |

|  | Gato doméstico (F. catus)                |
|  |                                          |
|  | Gato montés euroasiático (F. silvestris) |
|  |                                          |

|  | Gato montés africano (F. lybica) |
|  |                                  |
|  | Gato montés chino (F. bieti)     |
|  |                                  |

|  | Gato doméstico (F. catus)                |
|  |                                          |
|  | Gato montés euroasiático (F. silvestris) |
|  |                                          |

|  | Gato montés africano (F. lybica) |
|  |                                  |
|  | Gato montés chino (F. bieti)     |
|  |                                  |

|  | Gato doméstico (F. catus)                |
|  |                                          |
|  | Gato montés euroasiático (F. silvestris) |
|  |                                          |

|  | Gato montés africano (F. lybica) |
|  |                                  |
|  | Gato montés chino (F. bieti)     |
|  |                                  |

|  | Gato doméstico (F. catus)                |
|  |                                          |
|  | Gato montés euroasiático (F. silvestris) |
|  |                                          |

|  | Gato montés africano (F. lybica) |
|  |                                  |
|  | Gato montés chino (F. bieti)     |
|  |                                  |

|  | Gato doméstico (F. catus)                |
|  |                                          |
|  | Gato montés euroasiático (F. silvestris) |
|  |                                          |

|  | Gato montés africano (F. lybica) |
|  |                                  |
|  | Gato montés chino (F. bieti)     |
|  |                                  |

|  | Gato doméstico (F. catus)                |
|  |                                          |
|  | Gato montés euroasiático (F. silvestris) |
|  |                                          |

|  | Gato montés africano (F. lybica) |
|  |                                  |
|  | Gato montés chino (F. bieti)     |
|  |                                  |

|  | Gato doméstico (F. catus)                |
|  |                                          |
|  | Gato montés euroasiático (F. silvestris) |
|  |                                          |

|  | Gato montés africano (F. lybica) |
|  |                                  |
|  | Gato montés chino (F. bieti)     |
|  |                                  |

|  | Gato doméstico (F. catus)                |
|  |                                          |
|  | Gato montés euroasiático (F. silvestris) |
|  |                                          |

|  | Gato montés africano (F. lybica) |
|  |                                  |
|  | Gato montés chino (F. bieti)     |
|  |                                  |

|  | Gato doméstico (F. catus)                |
|  |                                          |
|  | Gato montés euroasiático (F. silvestris) |
|  |                                          |

|  | Gato montés africano (F. lybica) |
|  |                                  |
|  | Gato montés chino (F. bieti)     |
|  |                                  |

|  | Gato doméstico (F. catus)                |
|  |                                          |
|  | Gato montés euroasiático (F. silvestris) |
|  |                                          |

|  | Gato montés africano (F. lybica) |
|  |                                  |
|  | Gato montés chino (F. bieti)     |
|  |                                  |

|  | Gato doméstico (F. catus)                |
|  |                                          |
|  | Gato montés euroasiático (F. silvestris) |
|  |                                          |

|  | Gato montés africano (F. lybica) |
|  |                                  |
|  | Gato montés chino (F. bieti)     |
|  |                                  |

|  | Gato doméstico (F. catus)                |
|  |                                          |
|  | Gato montés euroasiático (F. silvestris) |
|  |                                          |

|  | Gato montés africano (F. lybica) |
|  |                                  |
|  | Gato montés chino (F. bieti)     |
|  |                                  |

|  | Gato doméstico (F. catus)                |
|  |                                          |
|  | Gato montés euroasiático (F. silvestris) |
|  |                                          |

|  | Gato montés africano (F. lybica) |
|  |                                  |
|  | Gato montés chino (F. bieti)     |
|  |                                  |

|  | Gato doméstico (F. catus)                |
|  |                                          |
|  | Gato montés euroasiático (F. silvestris) |
|  |                                          |

|  | Gato montés africano (F. lybica) |
|  |                                  |
|  | Gato montés chino (F. bieti)     |
|  |                                  |

|  | Gato doméstico (F. catus)                |
|  |                                          |
|  | Gato montés euroasiático (F. silvestris) |
|  |                                          |

|  | Gato montés africano (F. lybica) |
|  |                                  |
|  | Gato montés chino (F. bieti)     |
|  |                                  |

|  | Gato doméstico (F. catus)                |
|  |                                          |
|  | Gato montés euroasiático (F. silvestris) |
|  |                                          |

|  | Gato montés africano (F. lybica) |
|  |                                  |
|  | Gato montés chino (F. bieti)     |
|  |                                  |

|  | Gato doméstico (F. catus)                |
|  |                                          |
|  | Gato montés euroasiático (F. silvestris) |
|  |                                          |

|  | Gato montés africano (F. lybica) |
|  |                                  |
|  | Gato montés chino (F. bieti)     |
|  |                                  |

|  | Gato doméstico (F. catus)                |
|  |                                          |
|  | Gato montés euroasiático (F. silvestris) |
|  |                                          |

|  | Gato montés africano (F. lybica) |
|  |                                  |
|  | Gato montés chino (F. bieti)     |
|  |                                  |

|  | Gato doméstico (F. catus)                |
|  |                                          |
|  | Gato montés euroasiático (F. silvestris) |
|  |                                          |

|  | Gato montés africano (F. lybica) |
|  |                                  |
|  | Gato montés chino (F. bieti)     |
|  |                                  |

|  | Gato doméstico (F. catus)                |
|  |                                          |
|  | Gato montés euroasiático (F. silvestris) |
|  |                                          |

|  | Gato montés africano (F. lybica) |
|  |                                  |
|  | Gato montés chino (F. bieti)     |
|  |                                  |

|  | Gato doméstico (F. catus)                |
|  |                                          |
|  | Gato montés euroasiático (F. silvestris) |
|  |                                          |

|  | Gato montés africano (F. lybica) |
|  |                                  |
|  | Gato montés chino (F. bieti)     |
|  |                                  |

|  | Gato doméstico (F. catus)                |
|  |                                          |
|  | Gato montés euroasiático (F. silvestris) |
|  |                                          |

|  | Gato montés africano (F. lybica) |
|  |                                  |
|  | Gato montés chino (F. bieti)     |
|  |                                  |

|  | Gato doméstico (F. catus)                |
|  |                                          |
|  | Gato montés euroasiático (F. silvestris) |
|  |                                          |

|  | Gato montés africano (F. lybica) |
|  |                                  |
|  | Gato montés chino (F. bieti)     |
|  |                                  |

|  | Gato doméstico (F. catus)                |
|  |                                          |
|  | Gato montés euroasiático (F. silvestris) |
|  |                                          |

|  | Gato montés africano (F. lybica) |
|  |                                  |
|  | Gato montés chino (F. bieti)     |
|  |                                  |

|  | Gato doméstico (F. catus)                |
|  |                                          |
|  | Gato montés euroasiático (F. silvestris) |
|  |                                          |

|  | Gato montés africano (F. lybica) |
|  |                                  |
|  | Gato montés chino (F. bieti)     |
|  |                                  |

|  | Gato doméstico (F. catus)                |
|  |                                          |
|  | Gato montés euroasiático (F. silvestris) |
|  |                                          |

|  | Gato montés africano (F. lybica) |
|  |                                  |
|  | Gato montés chino (F. bieti)     |
|  |                                  |

|  | Gato doméstico (F. catus)                |
|  |                                          |
|  | Gato montés euroasiático (F. silvestris) |
|  |                                          |

|  | Gato montés africano (F. lybica) |
|  |                                  |
|  | Gato montés chino (F. bieti)     |
|  |                                  |

|  | Gato doméstico (F. catus)                |
|  |                                          |
|  | Gato montés euroasiático (F. silvestris) |
|  |                                          |

|  | Gato montés africano (F. lybica) |
|  |                                  |
|  | Gato montés chino (F. bieti)     |
|  |                                  |

|  | Gato doméstico (F. catus)                |
|  |                                          |
|  | Gato montés euroasiático (F. silvestris) |
|  |                                          |

|  | Gato montés africano (F. lybica) |
|  |                                  |
|  | Gato montés chino (F. bieti)     |
|  |                                  |

|  | Gato doméstico (F. catus)                |
|  |                                          |
|  | Gato montés euroasiático (F. silvestris) |
|  |                                          |

|  | Gato montés africano (F. lybica) |
|  |                                  |
|  | Gato montés chino (F. bieti)     |
|  |                                  |

|  | Gato doméstico (F. catus)                |
|  |                                          |
|  | Gato montés euroasiático (F. silvestris) |
|  |                                          |

|  | Gato montés africano (F. lybica) |
|  |                                  |
|  | Gato montés chino (F. bieti)     |
|  |                                  |

|  | Gato doméstico (F. catus)                |
|  |                                          |
|  | Gato montés euroasiático (F. silvestris) |
|  |                                          |

|  | Gato montés africano (F. lybica) |
|  |                                  |
|  | Gato montés chino (F. bieti)     |
|  |                                  |

|  | Gato doméstico (F. catus)                |
|  |                                          |
|  | Gato montés euroasiático (F. silvestris) |
|  |                                          |

|  | Gato montés africano (F. lybica) |
|  |                                  |
|  | Gato montés chino (F. bieti)     |
|  |                                  |

|  | Gato doméstico (F. catus)                |
|  |                                          |
|  | Gato montés euroasiático (F. silvestris) |
|  |                                          |

|  | Gato montés africano (F. lybica) |
|  |                                  |
|  | Gato montés chino (F. bieti)     |
|  |                                  |

|  | Gato doméstico (F. catus)                |
|  |                                          |
|  | Gato montés euroasiático (F. silvestris) |
|  |                                          |

|  | Gato montés africano (F. lybica) |
|  |                                  |
|  | Gato montés chino (F. bieti)     |
|  |                                  |

|  | Gato doméstico (F. catus)                |
|  |                                          |
|  | Gato montés euroasiático (F. silvestris) |
|  |                                          |

|  | Gato montés africano (F. lybica) |
|  |                                  |
|  | Gato montés chino (F. bieti)     |
|  |                                  |

|  | Gato doméstico (F. catus)                |
|  |                                          |
|  | Gato montés euroasiático (F. silvestris) |
|  |                                          |

|  | Gato montés africano (F. lybica) |
|  |                                  |
|  | Gato montés chino (F. bieti)     |
|  |                                  |

|  | Gato doméstico (F. catus)                |
|  |                                          |
|  | Gato montés euroasiático (F. silvestris) |
|  |                                          |

|  | Gato montés africano (F. lybica) |
|  |                                  |
|  | Gato montés chino (F. bieti)     |
|  |                                  |

|  | Gato doméstico (F. catus)                |
|  |                                          |
|  | Gato montés euroasiático (F. silvestris) |
|  |                                          |

|  | Gato montés africano (F. lybica) |
|  |                                  |
|  | Gato montés chino (F. bieti)     |
|  |                                  |

|  | Gato doméstico (F. catus)                |
|  |                                          |
|  | Gato montés euroasiático (F. silvestris) |
|  |                                          |

|  | Gato montés africano (F. lybica) |
|  |                                  |
|  | Gato montés chino (F. bieti)     |
|  |                                  |

|  | Gato doméstico (F. catus)                |
|  |                                          |
|  | Gato montés euroasiático (F. silvestris) |
|  |                                          |

|  | Gato montés africano (F. lybica) |
|  |                                  |
|  | Gato montés chino (F. bieti)     |
|  |                                  |

|  | Gato doméstico (F. catus)                |
|  |                                          |
|  | Gato montés euroasiático (F. silvestris) |
|  |                                          |

|  | Gato montés africano (F. lybica) |
|  |                                  |
|  | Gato montés chino (F. bieti)     |
|  |                                  |

|  | Gato doméstico (F. catus)                |
|  |                                          |
|  | Gato montés euroasiático (F. silvestris) |
|  |                                          |

|  | Gato montés africano (F. lybica) |
|  |                                  |
|  | Gato montés chino (F. bieti)     |
|  |                                  |

|  | Gato doméstico (F. catus)                |
|  |                                          |
|  | Gato montés euroasiático (F. silvestris) |
|  |                                          |

|  | Gato montés africano (F. lybica) |
|  |                                  |
|  | Gato montés chino (F. bieti)     |
|  |                                  |

|  | Gato doméstico (F. catus)                |
|  |                                          |
|  | Gato montés euroasiático (F. silvestris) |
|  |                                          |

|  | Gato montés africano (F. lybica) |
|  |                                  |
|  | Gato montés chino (F. bieti)     |
|  |                                  |

|  | Gato doméstico (F. catus)                |
|  |                                          |
|  | Gato montés euroasiático (F. silvestris) |
|  |                                          |

|  | Gato montés africano (F. lybica) |
|  |                                  |
|  | Gato montés chino (F. bieti)     |
|  |                                  |

|  | Gato doméstico (F. catus)                |
|  |                                          |
|  | Gato montés euroasiático (F. silvestris) |
|  |                                          |

|  | Gato montés africano (F. lybica) |
|  |                                  |
|  | Gato montés chino (F. bieti)     |
|  |                                  |

|  | Gato doméstico (F. catus)                |
|  |                                          |
|  | Gato montés euroasiático (F. silvestris) |
|  |                                          |

|  | Gato montés africano (F. lybica) |
|  |                                  |
|  | Gato montés chino (F. bieti)     |
|  |                                  |

|  | Gato doméstico (F. catus)                |
|  |                                          |
|  | Gato montés euroasiático (F. silvestris) |
|  |                                          |

|  | Gato montés africano (F. lybica) |
|  |                                  |
|  | Gato montés chino (F. bieti)     |
|  |                                  |

|  | Gato doméstico (F. catus)                |
|  |                                          |
|  | Gato montés euroasiático (F. silvestris) |
|  |                                          |

|  | Gato montés africano (F. lybica) |
|  |                                  |
|  | Gato montés chino (F. bieti)     |
|  |                                  |

|  | Gato doméstico (F. catus)                |
|  |                                          |
|  | Gato montés euroasiático (F. silvestris) |
|  |                                          |

|  | Gato montés africano (F. lybica) |
|  |                                  |
|  | Gato montés chino (F. bieti)     |
|  |                                  |

|  | Gato doméstico (F. catus)                |
|  |                                          |
|  | Gato montés euroasiático (F. silvestris) |
|  |                                          |

|  | Gato montés africano (F. lybica) |
|  |                                  |
|  | Gato montés chino (F. bieti)     |
|  |                                  |

|  | Gato doméstico (F. catus)                |
|  |                                          |
|  | Gato montés euroasiático (F. silvestris) |
|  |                                          |

|  | Gato montés africano (F. lybica) |
|  |                                  |
|  | Gato montés chino (F. bieti)     |
|  |                                  |

|  | Gato doméstico (F. catus)                |
|  |                                          |
|  | Gato montés euroasiático (F. silvestris) |
|  |                                          |

|  | Gato montés africano (F. lybica) |
|  |                                  |
|  | Gato montés chino (F. bieti)     |
|  |                                  |

|  | Gato doméstico (F. catus)                |
|  |                                          |
|  | Gato montés euroasiático (F. silvestris) |
|  |                                          |

|  | Gato montés africano (F. lybica) |
|  |                                  |
|  | Gato montés chino (F. bieti)     |
|  |                                  |

|  | Gato doméstico (F. catus)                |
|  |                                          |
|  | Gato montés euroasiático (F. silvestris) |
|  |                                          |

|  | Gato montés africano (F. lybica) |
|  |                                  |
|  | Gato montés chino (F. bieti)     |
|  |                                  |

|  | Gato doméstico (F. catus)                |
|  |                                          |
|  | Gato montés euroasiático (F. silvestris) |
|  |                                          |

|  | Gato montés africano (F. lybica) |
|  |                                  |
|  | Gato montés chino (F. bieti)     |
|  |                                  |

|  | Gato doméstico (F. catus)                |
|  |                                          |
|  | Gato montés euroasiático (F. silvestris) |
|  |                                          |

|  | Gato montés africano (F. lybica) |
|  |                                  |
|  | Gato montés chino (F. bieti)     |
|  |                                  |

|  | Gato doméstico (F. catus)                |
|  |                                          |
|  | Gato montés euroasiático (F. silvestris) |
|  |                                          |

|  | Gato montés africano (F. lybica) |
|  |                                  |
|  | Gato montés chino (F. bieti)     |
|  |                                  |

|  | Gato doméstico (F. catus)                |
|  |                                          |
|  | Gato montés euroasiático (F. silvestris) |
|  |                                          |

|  | Gato montés africano (F. lybica) |
|  |                                  |
|  | Gato montés chino (F. bieti)     |
|  |                                  |

|  | Gato doméstico (F. catus)                |
|  |                                          |
|  | Gato montés euroasiático (F. silvestris) |
|  |                                          |

|  | Gato montés africano (F. lybica) |
|  |                                  |
|  | Gato montés chino (F. bieti)     |
|  |                                  |

|  | Gato doméstico (F. catus)                |
|  |                                          |
|  | Gato montés euroasiático (F. silvestris) |
|  |                                          |

|  | Gato montés africano (F. lybica) |
|  |                                  |
|  | Gato montés chino (F. bieti)     |
|  |                                  |

|  | Gato doméstico (F. catus)                |
|  |                                          |
|  | Gato montés euroasiático (F. silvestris) |
|  |                                          |

|  | Gato montés africano (F. lybica) |
|  |                                  |
|  | Gato montés chino (F. bieti)     |
|  |                                  |

|  | Gato doméstico (F. catus)                |
|  |                                          |
|  | Gato montés euroasiático (F. silvestris) |
|  |                                          |

|  | Gato montés africano (F. lybica) |
|  |                                  |
|  | Gato montés chino (F. bieti)     |
|  |                                  |

|  | Gato doméstico (F. catus)                |
|  |                                          |
|  | Gato montés euroasiático (F. silvestris) |
|  |                                          |

|  | Gato montés africano (F. lybica) |
|  |                                  |
|  | Gato montés chino (F. bieti)     |
|  |                                  |

|  | Gato doméstico (F. catus)                |
|  |                                          |
|  | Gato montés euroasiático (F. silvestris) |
|  |                                          |

|  | Gato montés africano (F. lybica) |
|  |                                  |
|  | Gato montés chino (F. bieti)     |
|  |                                  |

|  | Gato doméstico (F. catus)                |
|  |                                          |
|  | Gato montés euroasiático (F. silvestris) |
|  |                                          |

|  | Gato montés africano (F. lybica) |
|  |                                  |
|  | Gato montés chino (F. bieti)     |
|  |                                  |

|  | Gato doméstico (F. catus)                |
|  |                                          |
|  | Gato montés euroasiático (F. silvestris) |
|  |                                          |

|  | Gato montés africano (F. lybica) |
|  |                                  |
|  | Gato montés chino (F. bieti)     |
|  |                                  |

|  | Gato doméstico (F. catus)                |
|  |                                          |
|  | Gato montés euroasiático (F. silvestris) |
|  |                                          |

|  | Gato montés africano (F. lybica) |
|  |                                  |
|  | Gato montés chino (F. bieti)     |
|  |                                  |

|  | Gato doméstico (F. catus)                |
|  |                                          |
|  | Gato montés euroasiático (F. silvestris) |
|  |                                          |

|  | Gato montés africano (F. lybica) |
|  |                                  |
|  | Gato montés chino (F. bieti)     |
|  |                                  |

|  | Gato doméstico (F. catus)                |
|  |                                          |
|  | Gato montés euroasiático (F. silvestris) |
|  |                                          |

|  | Gato montés africano (F. lybica) |
|  |                                  |
|  | Gato montés chino (F. bieti)     |
|  |                                  |

|  | Gato doméstico (F. catus)                |
|  |                                          |
|  | Gato montés euroasiático (F. silvestris) |
|  |                                          |

|  | Gato montés africano (F. lybica) |
|  |                                  |
|  | Gato montés chino (F. bieti)     |
|  |                                  |

|  | Gato doméstico (F. catus)                |
|  |                                          |
|  | Gato montés euroasiático (F. silvestris) |
|  |                                          |

|  | Gato montés africano (F. lybica) |
|  |                                  |
|  | Gato montés chino (F. bieti)     |
|  |                                  |

|  | Gato doméstico (F. catus)                |
|  |                                          |
|  | Gato montés euroasiático (F. silvestris) |
|  |                                          |

|  | Gato montés africano (F. lybica) |
|  |                                  |
|  | Gato montés chino (F. bieti)     |
|  |                                  |

|  | Gato doméstico (F. catus)                |
|  |                                          |
|  | Gato montés euroasiático (F. silvestris) |
|  |                                          |

|  | Gato montés africano (F. lybica) |
|  |                                  |
|  | Gato montés chino (F. bieti)     |
|  |                                  |

|  | Gato doméstico (F. catus)                |
|  |                                          |
|  | Gato montés euroasiático (F. silvestris) |
|  |                                          |

|  | Gato montés africano (F. lybica) |
|  |                                  |
|  | Gato montés chino (F. bieti)     |
|  |                                  |

|  | Gato doméstico (F. catus)                |
|  |                                          |
|  | Gato montés euroasiático (F. silvestris) |
|  |                                          |

|  | Gato montés africano (F. lybica) |
|  |                                  |
|  | Gato montés chino (F. bieti)     |
|  |                                  |

|  | Gato doméstico (F. catus)                |
|  |                                          |
|  | Gato montés euroasiático (F. silvestris) |
|  |                                          |

|  | Gato montés africano (F. lybica) |
|  |                                  |
|  | Gato montés chino (F. bieti)     |
|  |                                  |

|  | Gato doméstico (F. catus)                |
|  |                                          |
|  | Gato montés euroasiático (F. silvestris) |
|  |                                          |

|  | Gato montés africano (F. lybica) |
|  |                                  |
|  | Gato montés chino (F. bieti)     |
|  |                                  |

|  | Gato doméstico (F. catus)                |
|  |                                          |
|  | Gato montés euroasiático (F. silvestris) |
|  |                                          |

|  | Gato montés africano (F. lybica) |
|  |                                  |
|  | Gato montés chino (F. bieti)     |
|  |                                  |

|  | Gato doméstico (F. catus)                |
|  |                                          |
|  | Gato montés euroasiático (F. silvestris) |
|  |                                          |

|  | Gato montés africano (F. lybica) |
|  |                                  |
|  | Gato montés chino (F. bieti)     |
|  |                                  |

|  | Gato doméstico (F. catus)                |
|  |                                          |
|  | Gato montés euroasiático (F. silvestris) |
|  |                                          |

|  | Gato montés africano (F. lybica) |
|  |                                  |
|  | Gato montés chino (F. bieti)     |
|  |                                  |

|  | Gato doméstico (F. catus)                |
|  |                                          |
|  | Gato montés euroasiático (F. silvestris) |
|  |                                          |

|  | Gato montés africano (F. lybica) |
|  |                                  |
|  | Gato montés chino (F. bieti)     |
|  |                                  |

|  | Gato doméstico (F. catus)                |
|  |                                          |
|  | Gato montés euroasiático (F. silvestris) |
|  |                                          |

|  | Gato montés africano (F. lybica) |
|  |                                  |
|  | Gato montés chino (F. bieti)     |
|  |                                  |

|  | Gato doméstico (F. catus)                |
|  |                                          |
|  | Gato montés euroasiático (F. silvestris) |
|  |                                          |

|  | Gato montés africano (F. lybica) |
|  |                                  |
|  | Gato montés chino (F. bieti)     |
|  |                                  |

|  | Gato doméstico (F. catus)                |
|  |                                          |
|  | Gato montés euroasiático (F. silvestris) |
|  |                                          |

|  | Gato montés africano (F. lybica) |
|  |                                  |
|  | Gato montés chino (F. bieti)     |
|  |                                  |

|  | Gato doméstico (F. catus)                |
|  |                                          |
|  | Gato montés euroasiático (F. silvestris) |
|  |                                          |

|  | Gato montés africano (F. lybica) |
|  |                                  |
|  | Gato montés chino (F. bieti)     |
|  |                                  |

|  | Gato doméstico (F. catus)                |
|  |                                          |
|  | Gato montés euroasiático (F. silvestris) |
|  |                                          |

|  | Gato montés africano (F. lybica) |
|  |                                  |
|  | Gato montés chino (F. bieti)     |
|  |                                  |

|  | Gato doméstico (F. catus)                |
|  |                                          |
|  | Gato montés euroasiático (F. silvestris) |
|  |                                          |

|  | Gato montés africano (F. lybica) |
|  |                                  |
|  | Gato montés chino (F. bieti)     |
|  |                                  |

|  | Gato doméstico (F. catus)                |
|  |                                          |
|  | Gato montés euroasiático (F. silvestris) |
|  |                                          |

|  | Gato montés africano (F. lybica) |
|  |                                  |
|  | Gato montés chino (F. bieti)     |
|  |                                  |

|  | Gato doméstico (F. catus)                |
|  |                                          |
|  | Gato montés euroasiático (F. silvestris) |
|  |                                          |

|  | Gato montés africano (F. lybica) |
|  |                                  |
|  | Gato montés chino (F. bieti)     |
|  |                                  |

|  | Gato doméstico (F. catus)                |
|  |                                          |
|  | Gato montés euroasiático (F. silvestris) |
|  |                                          |

|  | Gato montés africano (F. lybica) |
|  |                                  |
|  | Gato montés chino (F. bieti)     |
|  |                                  |

|  | Gato doméstico (F. catus)                |
|  |                                          |
|  | Gato montés euroasiático (F. silvestris) |
|  |                                          |

|  | Gato montés africano (F. lybica) |
|  |                                  |
|  | Gato montés chino (F. bieti)     |
|  |                                  |

|  | Gato doméstico (F. catus)                |
|  |                                          |
|  | Gato montés euroasiático (F. silvestris) |
|  |                                          |

|  | Gato montés africano (F. lybica) |
|  |                                  |
|  | Gato montés chino (F. bieti)     |
|  |                                  |

|  | Gato doméstico (F. catus)                |
|  |                                          |
|  | Gato montés euroasiático (F. silvestris) |
|  |                                          |

|  | Gato montés africano (F. lybica) |
|  |                                  |
|  | Gato montés chino (F. bieti)     |
|  |                                  |

|  | Gato doméstico (F. catus)                |
|  |                                          |
|  | Gato montés euroasiático (F. silvestris) |
|  |                                          |

|  | Gato montés africano (F. lybica) |
|  |                                  |
|  | Gato montés chino (F. bieti)     |
|  |                                  |

|  | Gato doméstico (F. catus)                |
|  |                                          |
|  | Gato montés euroasiático (F. silvestris) |
|  |                                          |

|  | Gato montés africano (F. lybica) |
|  |                                  |
|  | Gato montés chino (F. bieti)     |
|  |                                  |

|  | Gato doméstico (F. catus)                |
|  |                                          |
|  | Gato montés euroasiático (F. silvestris) |
|  |                                          |

|  | Gato montés africano (F. lybica) |
|  |                                  |
|  | Gato montés chino (F. bieti)     |
|  |                                  |

|  | Gato doméstico (F. catus)                |
|  |                                          |
|  | Gato montés euroasiático (F. silvestris) |
|  |                                          |

|  | Gato montés africano (F. lybica) |
|  |                                  |
|  | Gato montés chino (F. bieti)     |
|  |                                  |

|  | Gato doméstico (F. catus)                |
|  |                                          |
|  | Gato montés euroasiático (F. silvestris) |
|  |                                          |

|  | Gato montés africano (F. lybica) |
|  |                                  |
|  | Gato montés chino (F. bieti)     |
|  |                                  |

|  | Gato doméstico (F. catus)                |
|  |                                          |
|  | Gato montés euroasiático (F. silvestris) |
|  |                                          |

|  | Gato montés africano (F. lybica) |
|  |                                  |
|  | Gato montés chino (F. bieti)     |
|  |                                  |

|  | Gato doméstico (F. catus)                |
|  |                                          |
|  | Gato montés euroasiático (F. silvestris) |
|  |                                          |

|  | Gato montés africano (F. lybica) |
|  |                                  |
|  | Gato montés chino (F. bieti)     |
|  |                                  |

|  | Gato doméstico (F. catus)                |
|  |                                          |
|  | Gato montés euroasiático (F. silvestris) |
|  |                                          |

|  | Gato montés africano (F. lybica) |
|  |                                  |
|  | Gato montés chino (F. bieti)     |
|  |                                  |

|  | Gato doméstico (F. catus)                |
|  |                                          |
|  | Gato montés euroasiático (F. silvestris) |
|  |                                          |

|  | Gato montés africano (F. lybica) |
|  |                                  |
|  | Gato montés chino (F. bieti)     |
|  |                                  |

|  | Gato doméstico (F. catus)                |
|  |                                          |
|  | Gato montés euroasiático (F. silvestris) |
|  |                                          |

|  | Gato montés africano (F. lybica) |
|  |                                  |
|  | Gato montés chino (F. bieti)     |
|  |                                  |

|  | Gato doméstico (F. catus)                |
|  |                                          |
|  | Gato montés euroasiático (F. silvestris) |
|  |                                          |

|  | Gato montés africano (F. lybica) |
|  |                                  |
|  | Gato montés chino (F. bieti)     |
|  |                                  |

|  | Gato doméstico (F. catus)                |
|  |                                          |
|  | Gato montés euroasiático (F. silvestris) |
|  |                                          |

|  | Gato montés africano (F. lybica) |
|  |                                  |
|  | Gato montés chino (F. bieti)     |
|  |                                  |

|  | Gato doméstico (F. catus)                |
|  |                                          |
|  | Gato montés euroasiático (F. silvestris) |
|  |                                          |

|  | Gato montés africano (F. lybica) |
|  |                                  |
|  | Gato montés chino (F. bieti)     |
|  |                                  |

|  | Gato doméstico (F. catus)                |
|  |                                          |
|  | Gato montés euroasiático (F. silvestris) |
|  |                                          |

|  | Gato montés africano (F. lybica) |
|  |                                  |
|  | Gato montés chino (F. bieti)     |
|  |                                  |

|  | Gato doméstico (F. catus)                |
|  |                                          |
|  | Gato montés euroasiático (F. silvestris) |
|  |                                          |

|  | Gato montés africano (F. lybica) |
|  |                                  |
|  | Gato montés chino (F. bieti)     |
|  |                                  |

|  | Gato doméstico (F. catus)                |
|  |                                          |
|  | Gato montés euroasiático (F. silvestris) |
|  |                                          |

|  | Gato montés africano (F. lybica) |
|  |                                  |
|  | Gato montés chino (F. bieti)     |
|  |                                  |

|  | Gato doméstico (F. catus)                |
|  |                                          |
|  | Gato montés euroasiático (F. silvestris) |
|  |                                          |

|  | Gato montés africano (F. lybica) |
|  |                                  |
|  | Gato montés chino (F. bieti)     |
|  |                                  |

|  | Gato doméstico (F. catus)                |
|  |                                          |
|  | Gato montés euroasiático (F. silvestris) |
|  |                                          |

|  | Gato montés africano (F. lybica) |
|  |                                  |
|  | Gato montés chino (F. bieti)     |
|  |                                  |

|  | Gato doméstico (F. catus)                |
|  |                                          |
|  | Gato montés euroasiático (F. silvestris) |
|  |                                          |

|  | Gato montés africano (F. lybica) |
|  |                                  |
|  | Gato montés chino (F. bieti)     |
|  |                                  |

|  | Gato doméstico (F. catus)                |
|  |                                          |
|  | Gato montés euroasiático (F. silvestris) |
|  |                                          |

|  | Gato montés africano (F. lybica) |
|  |                                  |
|  | Gato montés chino (F. bieti)     |
|  |                                  |

|  | Gato doméstico (F. catus)                |
|  |                                          |
|  | Gato montés euroasiático (F. silvestris) |
|  |                                          |

|  | Gato montés africano (F. lybica) |
|  |                                  |
|  | Gato montés chino (F. bieti)     |
|  |                                  |

|  | Gato doméstico (F. catus)                |
|  |                                          |
|  | Gato montés euroasiático (F. silvestris) |
|  |                                          |

|  | Gato montés africano (F. lybica) |
|  |                                  |
|  | Gato montés chino (F. bieti)     |
|  |                                  |

|  | Gato doméstico (F. catus)                |
|  |                                          |
|  | Gato montés euroasiático (F. silvestris) |
|  |                                          |

|  | Gato montés africano (F. lybica) |
|  |                                  |
|  | Gato montés chino (F. bieti)     |
|  |                                  |

|  | Gato doméstico (F. catus)                |
|  |                                          |
|  | Gato montés euroasiático (F. silvestris) |
|  |                                          |

|  | Gato montés africano (F. lybica) |
|  |                                  |
|  | Gato montés chino (F. bieti)     |
|  |                                  |

|  | Gato doméstico (F. catus)                |
|  |                                          |
|  | Gato montés euroasiático (F. silvestris) |
|  |                                          |

|  | Gato montés africano (F. lybica) |
|  |                                  |
|  | Gato montés chino (F. bieti)     |
|  |                                  |

|  | Gato doméstico (F. catus)                |
|  |                                          |
|  | Gato montés euroasiático (F. silvestris) |
|  |                                          |

|  | Gato montés africano (F. lybica) |
|  |                                  |
|  | Gato montés chino (F. bieti)     |
|  |                                  |

|  | Gato doméstico (F. catus)                |
|  |                                          |
|  | Gato montés euroasiático (F. silvestris) |
|  |                                          |

|  | Gato montés africano (F. lybica) |
|  |                                  |
|  | Gato montés chino (F. bieti)     |
|  |                                  |

|  | Gato doméstico (F. catus)                |
|  |                                          |
|  | Gato montés euroasiático (F. silvestris) |
|  |                                          |

|  | Gato montés africano (F. lybica) |
|  |                                  |
|  | Gato montés chino (F. bieti)     |
|  |                                  |

|  | Gato doméstico (F. catus)                |
|  |                                          |
|  | Gato montés euroasiático (F. silvestris) |
|  |                                          |

|  | Gato montés africano (F. lybica) |
|  |                                  |
|  | Gato montés chino (F. bieti)     |
|  |                                  |

|  | Gato doméstico (F. catus)                |
|  |                                          |
|  | Gato montés euroasiático (F. silvestris) |
|  |                                          |

|  | Gato montés africano (F. lybica) |
|  |                                  |
|  | Gato montés chino (F. bieti)     |
|  |                                  |

|  | Gato doméstico (F. catus)                |
|  |                                          |
|  | Gato montés euroasiático (F. silvestris) |
|  |                                          |

|  | Gato montés africano (F. lybica) |
|  |                                  |
|  | Gato montés chino (F. bieti)     |
|  |                                  |

|  | Gato doméstico (F. catus)                |
|  |                                          |
|  | Gato montés euroasiático (F. silvestris) |
|  |                                          |

|  | Gato montés africano (F. lybica) |
|  |                                  |
|  | Gato montés chino (F. bieti)     |
|  |                                  |

|  | Gato doméstico (F. catus)                |
|  |                                          |
|  | Gato montés euroasiático (F. silvestris) |
|  |                                          |

|  | Gato montés africano (F. lybica) |
|  |                                  |
|  | Gato montés chino (F. bieti)     |
|  |                                  |

|  | Gato doméstico (F. catus)                |
|  |                                          |
|  | Gato montés euroasiático (F. silvestris) |
|  |                                          |

|  | Gato montés africano (F. lybica) |
|  |                                  |
|  | Gato montés chino (F. bieti)     |
|  |                                  |

|  | Gato doméstico (F. catus)                |
|  |                                          |
|  | Gato montés euroasiático (F. silvestris) |
|  |                                          |

|  | Gato montés africano (F. lybica) |
|  |                                  |
|  | Gato montés chino (F. bieti)     |
|  |                                  |

|  | Gato doméstico (F. catus)                |
|  |                                          |
|  | Gato montés euroasiático (F. silvestris) |
|  |                                          |

|  | Gato montés africano (F. lybica) |
|  |                                  |
|  | Gato montés chino (F. bieti)     |
|  |                                  |

|  | Gato doméstico (F. catus)                |
|  |                                          |
|  | Gato montés euroasiático (F. silvestris) |
|  |                                          |

|  | Gato montés africano (F. lybica) |
|  |                                  |
|  | Gato montés chino (F. bieti)     |
|  |                                  |

|  | Gato doméstico (F. catus)                |
|  |                                          |
|  | Gato montés euroasiático (F. silvestris) |
|  |                                          |

|  | Gato montés africano (F. lybica) |
|  |                                  |
|  | Gato montés chino (F. bieti)     |
|  |                                  |

|  | Gato doméstico (F. catus)                |
|  |                                          |
|  | Gato montés euroasiático (F. silvestris) |
|  |                                          |

|  | Gato montés africano (F. lybica) |
|  |                                  |
|  | Gato montés chino (F. bieti)     |
|  |                                  |

|  | Gato doméstico (F. catus)                |
|  |                                          |
|  | Gato montés euroasiático (F. silvestris) |
|  |                                          |

|  | Gato montés africano (F. lybica) |
|  |                                  |
|  | Gato montés chino (F. bieti)     |
|  |                                  |

|  | Gato doméstico (F. catus)                |
|  |                                          |
|  | Gato montés euroasiático (F. silvestris) |
|  |                                          |

|  | Gato montés africano (F. lybica) |
|  |                                  |
|  | Gato montés chino (F. bieti)     |
|  |                                  |

|  | Gato doméstico (F. catus)                |
|  |                                          |
|  | Gato montés euroasiático (F. silvestris) |
|  |                                          |

|  | Gato montés africano (F. lybica) |
|  |                                  |
|  | Gato montés chino (F. bieti)     |
|  |                                  |

|  | Gato doméstico (F. catus)                |
|  |                                          |
|  | Gato montés euroasiático (F. silvestris) |
|  |                                          |

|  | Gato montés africano (F. lybica) |
|  |                                  |
|  | Gato montés chino (F. bieti)     |
|  |                                  |

|  | Gato doméstico (F. catus)                |
|  |                                          |
|  | Gato montés euroasiático (F. silvestris) |
|  |                                          |

|  | Gato montés africano (F. lybica) |
|  |                                  |
|  | Gato montés chino (F. bieti)     |
|  |                                  |

|  | Gato doméstico (F. catus)                |
|  |                                          |
|  | Gato montés euroasiático (F. silvestris) |
|  |                                          |

|  | Gato montés africano (F. lybica) |
|  |                                  |
|  | Gato montés chino (F. bieti)     |
|  |                                  |

|  | Gato doméstico (F. catus)                |
|  |                                          |
|  | Gato montés euroasiático (F. silvestris) |
|  |                                          |

|  | Gato montés africano (F. lybica) |
|  |                                  |
|  | Gato montés chino (F. bieti)     |
|  |                                  |

|  | Gato doméstico (F. catus)                |
|  |                                          |
|  | Gato montés euroasiático (F. silvestris) |
|  |                                          |

|  | Gato montés africano (F. lybica) |
|  |                                  |
|  | Gato montés chino (F. bieti)     |
|  |                                  |

|  | Gato doméstico (F. catus)                |
|  |                                          |
|  | Gato montés euroasiático (F. silvestris) |
|  |                                          |

|  | Gato montés africano (F. lybica) |
|  |                                  |
|  | Gato montés chino (F. bieti)     |
|  |                                  |

|  | Gato doméstico (F. catus)                |
|  |                                          |
|  | Gato montés euroasiático (F. silvestris) |
|  |                                          |

|  | Gato montés africano (F. lybica) |
|  |                                  |
|  | Gato montés chino (F. bieti)     |
|  |                                  |

|  | Gato doméstico (F. catus)                |
|  |                                          |
|  | Gato montés euroasiático (F. silvestris) |
|  |                                          |

|  | Gato montés africano (F. lybica) |
|  |                                  |
|  | Gato montés chino (F. bieti)     |
|  |                                  |

|  | Gato doméstico (F. catus)                |
|  |                                          |
|  | Gato montés euroasiático (F. silvestris) |
|  |                                          |

|  | Gato montés africano (F. lybica) |
|  |                                  |
|  | Gato montés chino (F. bieti)     |
|  |                                  |

|  | Gato doméstico (F. catus)                |
|  |                                          |
|  | Gato montés euroasiático (F. silvestris) |
|  |                                          |

|  | Gato montés africano (F. lybica) |
|  |                                  |
|  | Gato montés chino (F. bieti)     |
|  |                                  |

|  | Gato doméstico (F. catus)                |
|  |                                          |
|  | Gato montés euroasiático (F. silvestris) |
|  |                                          |

|  | Gato montés africano (F. lybica) |
|  |                                  |
|  | Gato montés chino (F. bieti)     |
|  |                                  |

|  | Gato doméstico (F. catus)                |
|  |                                          |
|  | Gato montés euroasiático (F. silvestris) |
|  |                                          |

|  | Gato montés africano (F. lybica) |
|  |                                  |
|  | Gato montés chino (F. bieti)     |
|  |                                  |

|  | Gato doméstico (F. catus)                |
|  |                                          |
|  | Gato montés euroasiático (F. silvestris) |
|  |                                          |

|  | Gato montés africano (F. lybica) |
|  |                                  |
|  | Gato montés chino (F. bieti)     |
|  |                                  |

|  | Gato doméstico (F. catus)                |
|  |                                          |
|  | Gato montés euroasiático (F. silvestris) |
|  |                                          |

|  | Gato montés africano (F. lybica) |
|  |                                  |
|  | Gato montés chino (F. bieti)     |
|  |                                  |

|  | Gato doméstico (F. catus)                |
|  |                                          |
|  | Gato montés euroasiático (F. silvestris) |
|  |                                          |

|  | Gato montés africano (F. lybica) |
|  |                                  |
|  | Gato montés chino (F. bieti)     |
|  |                                  |

|  | Gato doméstico (F. catus)                |
|  |                                          |
|  | Gato montés euroasiático (F. silvestris) |
|  |                                          |

|  | Gato montés africano (F. lybica) |
|  |                                  |
|  | Gato montés chino (F. bieti)     |
|  |                                  |

|  | Gato doméstico (F. catus)                |
|  |                                          |
|  | Gato montés euroasiático (F. silvestris) |
|  |                                          |

|  | Gato montés africano (F. lybica) |
|  |                                  |
|  | Gato montés chino (F. bieti)     |
|  |                                  |

|  | Gato doméstico (F. catus)                |
|  |                                          |
|  | Gato montés euroasiático (F. silvestris) |
|  |                                          |

|  | Gato montés africano (F. lybica) |
|  |                                  |
|  | Gato montés chino (F. bieti)     |
|  |                                  |

|  | Gato doméstico (F. catus)                |
|  |                                          |
|  | Gato montés euroasiático (F. silvestris) |
|  |                                          |

|  | Gato montés africano (F. lybica) |
|  |                                  |
|  | Gato montés chino (F. bieti)     |
|  |                                  |

|  | Gato doméstico (F. catus)                |
|  |                                          |
|  | Gato montés euroasiático (F. silvestris) |
|  |                                          |

|  | Gato montés africano (F. lybica) |
|  |                                  |
|  | Gato montés chino (F. bieti)     |
|  |                                  |

|  | Gato doméstico (F. catus)                |
|  |                                          |
|  | Gato montés euroasiático (F. silvestris) |
|  |                                          |

|  | Gato montés africano (F. lybica) |
|  |                                  |
|  | Gato montés chino (F. bieti)     |
|  |                                  |

|  | Gato doméstico (F. catus)                |
|  |                                          |
|  | Gato montés euroasiático (F. silvestris) |
|  |                                          |

|  | Gato montés africano (F. lybica) |
|  |                                  |
|  | Gato montés chino (F. bieti)     |
|  |                                  |

|  | Gato doméstico (F. catus)                |
|  |                                          |
|  | Gato montés euroasiático (F. silvestris) |
|  |                                          |

|  | Gato montés africano (F. lybica) |
|  |                                  |
|  | Gato montés chino (F. bieti)     |
|  |                                  |

|  | Gato doméstico (F. catus)                |
|  |                                          |
|  | Gato montés euroasiático (F. silvestris) |
|  |                                          |

|  | Gato montés africano (F. lybica) |
|  |                                  |
|  | Gato montés chino (F. bieti)     |
|  |                                  |

|  | Gato doméstico (F. catus)                |
|  |                                          |
|  | Gato montés euroasiático (F. silvestris) |
|  |                                          |

|  | Gato montés africano (F. lybica) |
|  |                                  |
|  | Gato montés chino (F. bieti)     |
|  |                                  |

|  | Gato doméstico (F. catus)                |
|  |                                          |
|  | Gato montés euroasiático (F. silvestris) |
|  |                                          |

|  | Gato montés africano (F. lybica) |
|  |                                  |
|  | Gato montés chino (F. bieti)     |
|  |                                  |

|  | Gato doméstico (F. catus)                |
|  |                                          |
|  | Gato montés euroasiático (F. silvestris) |
|  |                                          |

|  | Gato montés africano (F. lybica) |
|  |                                  |
|  | Gato montés chino (F. bieti)     |
|  |                                  |

|  | Gato doméstico (F. catus)                |
|  |                                          |
|  | Gato montés euroasiático (F. silvestris) |
|  |                                          |

|  | Gato montés africano (F. lybica) |
|  |                                  |
|  | Gato montés chino (F. bieti)     |
|  |                                  |

|  | Gato doméstico (F. catus)                |
|  |                                          |
|  | Gato montés euroasiático (F. silvestris) |
|  |                                          |

|  | Gato montés africano (F. lybica) |
|  |                                  |
|  | Gato montés chino (F. bieti)     |
|  |                                  |

|  | Gato doméstico (F. catus)                |
|  |                                          |
|  | Gato montés euroasiático (F. silvestris) |
|  |                                          |

|  | Gato montés africano (F. lybica) |
|  |                                  |
|  | Gato montés chino (F. bieti)     |
|  |                                  |

|  | Gato doméstico (F. catus)                |
|  |                                          |
|  | Gato montés euroasiático (F. silvestris) |
|  |                                          |

|  | Gato montés africano (F. lybica) |
|  |                                  |
|  | Gato montés chino (F. bieti)     |
|  |                                  |

|  | Gato doméstico (F. catus)                |
|  |                                          |
|  | Gato montés euroasiático (F. silvestris) |
|  |                                          |

|  | Gato montés africano (F. lybica) |
|  |                                  |
|  | Gato montés chino (F. bieti)     |
|  |                                  |

|  | Gato doméstico (F. catus)                |
|  |                                          |
|  | Gato montés euroasiático (F. silvestris) |
|  |                                          |

|  | Gato montés africano (F. lybica) |
|  |                                  |
|  | Gato montés chino (F. bieti)     |
|  |                                  |

|  | Gato doméstico (F. catus)                |
|  |                                          |
|  | Gato montés euroasiático (F. silvestris) |
|  |                                          |

|  | Gato montés africano (F. lybica) |
|  |                                  |
|  | Gato montés chino (F. bieti)     |
|  |                                  |

|  | Gato doméstico (F. catus)                |
|  |                                          |
|  | Gato montés euroasiático (F. silvestris) |
|  |                                          |

|  | Gato montés africano (F. lybica) |
|  |                                  |
|  | Gato montés chino (F. bieti)     |
|  |                                  |

|  | Gato doméstico (F. catus)                |
|  |                                          |
|  | Gato montés euroasiático (F. silvestris) |
|  |                                          |

|  | Gato montés africano (F. lybica) |
|  |                                  |
|  | Gato montés chino (F. bieti)     |
|  |                                  |

|  | Gato doméstico (F. catus)                |
|  |                                          |
|  | Gato montés euroasiático (F. silvestris) |
|  |                                          |

|  | Gato montés africano (F. lybica) |
|  |                                  |
|  | Gato montés chino (F. bieti)     |
|  |                                  |

|  | Gato doméstico (F. catus)                |
|  |                                          |
|  | Gato montés euroasiático (F. silvestris) |
|  |                                          |

|  | Gato montés africano (F. lybica) |
|  |                                  |
|  | Gato montés chino (F. bieti)     |
|  |                                  |

|  | Gato doméstico (F. catus)                |
|  |                                          |
|  | Gato montés euroasiático (F. silvestris) |
|  |                                          |

|  | Gato montés africano (F. lybica) |
|  |                                  |
|  | Gato montés chino (F. bieti)     |
|  |                                  |

|  | Gato doméstico (F. catus)                |
|  |                                          |
|  | Gato montés euroasiático (F. silvestris) |
|  |                                          |

|  | Gato montés africano (F. lybica) |
|  |                                  |
|  | Gato montés chino (F. bieti)     |
|  |                                  |

|  | Gato doméstico (F. catus)                |
|  |                                          |
|  | Gato montés euroasiático (F. silvestris) |
|  |                                          |

|  | Gato montés africano (F. lybica) |
|  |                                  |
|  | Gato montés chino (F. bieti)     |
|  |                                  |

|  | Gato doméstico (F. catus)                |
|  |                                          |
|  | Gato montés euroasiático (F. silvestris) |
|  |                                          |

|  | Gato montés africano (F. lybica) |
|  |                                  |
|  | Gato montés chino (F. bieti)     |
|  |                                  |

|  | Gato doméstico (F. catus)                |
|  |                                          |
|  | Gato montés euroasiático (F. silvestris) |
|  |                                          |

|  | Gato montés africano (F. lybica) |
|  |                                  |
|  | Gato montés chino (F. bieti)     |
|  |                                  |

|  | Gato doméstico (F. catus)                |
|  |                                          |
|  | Gato montés euroasiático (F. silvestris) |
|  |                                          |

|  | Gato montés africano (F. lybica) |
|  |                                  |
|  | Gato montés chino (F. bieti)     |
|  |                                  |

|  | Gato doméstico (F. catus)                |
|  |                                          |
|  | Gato montés euroasiático (F. silvestris) |
|  |                                          |

|  | Gato montés africano (F. lybica) |
|  |                                  |
|  | Gato montés chino (F. bieti)     |
|  |                                  |

|  | Gato doméstico (F. catus)                |
|  |                                          |
|  | Gato montés euroasiático (F. silvestris) |
|  |                                          |

|  | Gato montés africano (F. lybica) |
|  |                                  |
|  | Gato montés chino (F. bieti)     |
|  |                                  |

|  | Gato doméstico (F. catus)                |
|  |                                          |
|  | Gato montés euroasiático (F. silvestris) |
|  |                                          |

|  | Gato montés africano (F. lybica) |
|  |                                  |
|  | Gato montés chino (F. bieti)     |
|  |                                  |

|  | Gato doméstico (F. catus)                |
|  |                                          |
|  | Gato montés euroasiático (F. silvestris) |
|  |                                          |

|  | Gato montés africano (F. lybica) |
|  |                                  |
|  | Gato montés chino (F. bieti)     |
|  |                                  |

|  | Gato doméstico (F. catus)                |
|  |                                          |
|  | Gato montés euroasiático (F. silvestris) |
|  |                                          |

|  | Gato montés africano (F. lybica) |
|  |                                  |
|  | Gato montés chino (F. bieti)     |
|  |                                  |

|  | Gato doméstico (F. catus)                |
|  |                                          |
|  | Gato montés euroasiático (F. silvestris) |
|  |                                          |

|  | Gato montés africano (F. lybica) |
|  |                                  |
|  | Gato montés chino (F. bieti)     |
|  |                                  |

|  | Gato doméstico (F. catus)                |
|  |                                          |
|  | Gato montés euroasiático (F. silvestris) |
|  |                                          |

|  | Gato montés africano (F. lybica) |
|  |                                  |
|  | Gato montés chino (F. bieti)     |
|  |                                  |

|  | Gato doméstico (F. catus)                |
|  |                                          |
|  | Gato montés euroasiático (F. silvestris) |
|  |                                          |

|  | Gato montés africano (F. lybica) |
|  |                                  |
|  | Gato montés chino (F. bieti)     |
|  |                                  |

|  | Gato doméstico (F. catus)                |
|  |                                          |
|  | Gato montés euroasiático (F. silvestris) |
|  |                                          |

|  | Gato montés africano (F. lybica) |
|  |                                  |
|  | Gato montés chino (F. bieti)     |
|  |                                  |

|  | Gato doméstico (F. catus)                |
|  |                                          |
|  | Gato montés euroasiático (F. silvestris) |
|  |                                          |

|  | Gato montés africano (F. lybica) |
|  |                                  |
|  | Gato montés chino (F. bieti)     |
|  |                                  |

|  | Gato doméstico (F. catus)                |
|  |                                          |
|  | Gato montés euroasiático (F. silvestris) |
|  |                                          |

|  | Gato montés africano (F. lybica) |
|  |                                  |
|  | Gato montés chino (F. bieti)     |
|  |                                  |

|  | Gato doméstico (F. catus)                |
|  |                                          |
|  | Gato montés euroasiático (F. silvestris) |
|  |                                          |

|  | Gato montés africano (F. lybica) |
|  |                                  |
|  | Gato montés chino (F. bieti)     |
|  |                                  |

|  | Gato doméstico (F. catus)                |
|  |                                          |
|  | Gato montés euroasiático (F. silvestris) |
|  |                                          |

|  | Gato montés africano (F. lybica) |
|  |                                  |
|  | Gato montés chino (F. bieti)     |
|  |                                  |

|  | Gato doméstico (F. catus)                |
|  |                                          |
|  | Gato montés euroasiático (F. silvestris) |
|  |                                          |

|  | Gato montés africano (F. lybica) |
|  |                                  |
|  | Gato montés chino (F. bieti)     |
|  |                                  |

|  | Gato doméstico (F. catus)                |
|  |                                          |
|  | Gato montés euroasiático (F. silvestris) |
|  |                                          |

|  | Gato montés africano (F. lybica) |
|  |                                  |
|  | Gato montés chino (F. bieti)     |
|  |                                  |

|  | Gato doméstico (F. catus)                |
|  |                                          |
|  | Gato montés euroasiático (F. silvestris) |
|  |                                          |

|  | Gato montés africano (F. lybica) |
|  |                                  |
|  | Gato montés chino (F. bieti)     |
|  |                                  |

|  | Gato doméstico (F. catus)                |
|  |                                          |
|  | Gato montés euroasiático (F. silvestris) |
|  |                                          |

|  | Gato montés africano (F. lybica) |
|  |                                  |
|  | Gato montés chino (F. bieti)     |
|  |                                  |

|  | Gato doméstico (F. catus)                |
|  |                                          |
|  | Gato montés euroasiático (F. silvestris) |
|  |                                          |

|  | Gato montés africano (F. lybica) |
|  |                                  |
|  | Gato montés chino (F. bieti)     |
|  |                                  |

|  | Gato doméstico (F. catus)                |
|  |                                          |
|  | Gato montés euroasiático (F. silvestris) |
|  |                                          |

|  | Gato montés africano (F. lybica) |
|  |                                  |
|  | Gato montés chino (F. bieti)     |
|  |                                  |

|  | Gato doméstico (F. catus)                |
|  |                                          |
|  | Gato montés euroasiático (F. silvestris) |
|  |                                          |

|  | Gato montés africano (F. lybica) |
|  |                                  |
|  | Gato montés chino (F. bieti)     |
|  |                                  |

|  | Gato doméstico (F. catus)                |
|  |                                          |
|  | Gato montés euroasiático (F. silvestris) |
|  |                                          |

|  | Gato montés africano (F. lybica) |
|  |                                  |
|  | Gato montés chino (F. bieti)     |
|  |                                  |

|  | Gato doméstico (F. catus)                |
|  |                                          |
|  | Gato montés euroasiático (F. silvestris) |
|  |                                          |

|  | Gato montés africano (F. lybica) |
|  |                                  |
|  | Gato montés chino (F. bieti)     |
|  |                                  |

|  | Gato doméstico (F. catus)                |
|  |                                          |
|  | Gato montés euroasiático (F. silvestris) |
|  |                                          |

|  | Gato montés africano (F. lybica) |
|  |                                  |
|  | Gato montés chino (F. bieti)     |
|  |                                  |

|  | Gato doméstico (F. catus)                |
|  |                                          |
|  | Gato montés euroasiático (F. silvestris) |
|  |                                          |

|  | Gato montés africano (F. lybica) |
|  |                                  |
|  | Gato montés chino (F. bieti)     |
|  |                                  |

|  | Gato doméstico (F. catus)                |
|  |                                          |
|  | Gato montés euroasiático (F. silvestris) |
|  |                                          |

|  | Gato montés africano (F. lybica) |
|  |                                  |
|  | Gato montés chino (F. bieti)     |
|  |                                  |

|  | Gato doméstico (F. catus)                |
|  |                                          |
|  | Gato montés euroasiático (F. silvestris) |
|  |                                          |

|  | Gato montés africano (F. lybica) |
|  |                                  |
|  | Gato montés chino (F. bieti)     |
|  |                                  |

|  | Gato doméstico (F. catus)                |
|  |                                          |
|  | Gato montés euroasiático (F. silvestris) |
|  |                                          |

|  | Gato montés africano (F. lybica) |
|  |                                  |
|  | Gato montés chino (F. bieti)     |
|  |                                  |

|  | Gato doméstico (F. catus)                |
|  |                                          |
|  | Gato montés euroasiático (F. silvestris) |
|  |                                          |

|  | Gato montés africano (F. lybica) |
|  |                                  |
|  | Gato montés chino (F. bieti)     |
|  |                                  |

|  | Gato doméstico (F. catus)                |
|  |                                          |
|  | Gato montés euroasiático (F. silvestris) |
|  |                                          |

|  | Gato montés africano (F. lybica) |
|  |                                  |
|  | Gato montés chino (F. bieti)     |
|  |                                  |

|  | Gato doméstico (F. catus)                |
|  |                                          |
|  | Gato montés euroasiático (F. silvestris) |
|  |                                          |

|  | Gato montés africano (F. lybica) |
|  |                                  |
|  | Gato montés chino (F. bieti)     |
|  |                                  |

|  | Gato doméstico (F. catus)                |
|  |                                          |
|  | Gato montés euroasiático (F. silvestris) |
|  |                                          |

|  | Gato montés africano (F. lybica) |
|  |                                  |
|  | Gato montés chino (F. bieti)     |
|  |                                  |

|  | Gato doméstico (F. catus)                |
|  |                                          |
|  | Gato montés euroasiático (F. silvestris) |
|  |                                          |

|  | Gato montés africano (F. lybica) |
|  |                                  |
|  | Gato montés chino (F. bieti)     |
|  |                                  |

|  | Gato doméstico (F. catus)                |
|  |                                          |
|  | Gato montés euroasiático (F. silvestris) |
|  |                                          |

|  | Gato montés africano (F. lybica) |
|  |                                  |
|  | Gato montés chino (F. bieti)     |
|  |                                  |

|  | Gato doméstico (F. catus)                |
|  |                                          |
|  | Gato montés euroasiático (F. silvestris) |
|  |                                          |

|  | Gato montés africano (F. lybica) |
|  |                                  |
|  | Gato montés chino (F. bieti)     |
|  |                                  |

|  | Gato doméstico (F. catus)                |
|  |                                          |
|  | Gato montés euroasiático (F. silvestris) |
|  |                                          |

|  | Gato montés africano (F. lybica) |
|  |                                  |
|  | Gato montés chino (F. bieti)     |
|  |                                  |

|  | Gato doméstico (F. catus)                |
|  |                                          |
|  | Gato montés euroasiático (F. silvestris) |
|  |                                          |

|  | Gato montés africano (F. lybica) |
|  |                                  |
|  | Gato montés chino (F. bieti)     |
|  |                                  |

|  | Gato doméstico (F. catus)                |
|  |                                          |
|  | Gato montés euroasiático (F. silvestris) |
|  |                                          |

|  | Gato montés africano (F. lybica) |
|  |                                  |
|  | Gato montés chino (F. bieti)     |
|  |                                  |

|  | Gato doméstico (F. catus)                |
|  |                                          |
|  | Gato montés euroasiático (F. silvestris) |
|  |                                          |

|  | Gato montés africano (F. lybica) |
|  |                                  |
|  | Gato montés chino (F. bieti)     |
|  |                                  |

|  | Gato doméstico (F. catus)                |
|  |                                          |
|  | Gato montés euroasiático (F. silvestris) |
|  |                                          |

|  | Gato montés africano (F. lybica) |
|  |                                  |
|  | Gato montés chino (F. bieti)     |
|  |                                  |

|  | Gato doméstico (F. catus)                |
|  |                                          |
|  | Gato montés euroasiático (F. silvestris) |
|  |                                          |

|  | Gato montés africano (F. lybica) |
|  |                                  |
|  | Gato montés chino (F. bieti)     |
|  |                                  |

|  | Gato doméstico (F. catus)                |
|  |                                          |
|  | Gato montés euroasiático (F. silvestris) |
|  |                                          |

|  | Gato montés africano (F. lybica) |
|  |                                  |
|  | Gato montés chino (F. bieti)     |
|  |                                  |

|  | Gato doméstico (F. catus)                |
|  |                                          |
|  | Gato montés euroasiático (F. silvestris) |
|  |                                          |

|  | Gato montés africano (F. lybica) |
|  |                                  |
|  | Gato montés chino (F. bieti)     |
|  |                                  |

|  | Gato doméstico (F. catus)                |
|  |                                          |
|  | Gato montés euroasiático (F. silvestris) |
|  |                                          |

|  | Gato montés africano (F. lybica) |
|  |                                  |
|  | Gato montés chino (F. bieti)     |
|  |                                  |

|  | Gato doméstico (F. catus)                |
|  |                                          |
|  | Gato montés euroasiático (F. silvestris) |
|  |                                          |

|  | Gato montés africano (F. lybica) |
|  |                                  |
|  | Gato montés chino (F. bieti)     |
|  |                                  |

|  | Gato doméstico (F. catus)                |
|  |                                          |
|  | Gato montés euroasiático (F. silvestris) |
|  |                                          |

|  | Gato montés africano (F. lybica) |
|  |                                  |
|  | Gato montés chino (F. bieti)     |
|  |                                  |

|  | Gato doméstico (F. catus)                |
|  |                                          |
|  | Gato montés euroasiático (F. silvestris) |
|  |                                          |

|  | Gato montés africano (F. lybica) |
|  |                                  |
|  | Gato montés chino (F. bieti)     |
|  |                                  |

|  | Gato doméstico (F. catus)                |
|  |                                          |
|  | Gato montés euroasiático (F. silvestris) |
|  |                                          |

|  | Gato montés africano (F. lybica) |
|  |                                  |
|  | Gato montés chino (F. bieti)     |
|  |                                  |

|  | Gato doméstico (F. catus)                |
|  |                                          |
|  | Gato montés euroasiático (F. silvestris) |
|  |                                          |

|  | Gato montés africano (F. lybica) |
|  |                                  |
|  | Gato montés chino (F. bieti)     |
|  |                                  |

|  | Gato doméstico (F. catus)                |
|  |                                          |
|  | Gato montés euroasiático (F. silvestris) |
|  |                                          |

|  | Gato montés africano (F. lybica) |
|  |                                  |
|  | Gato montés chino (F. bieti)     |
|  |                                  |

|  | Gato doméstico (F. catus)                |
|  |                                          |
|  | Gato montés euroasiático (F. silvestris) |
|  |                                          |

|  | Gato montés africano (F. lybica) |
|  |                                  |
|  | Gato montés chino (F. bieti)     |
|  |                                  |

|  | Gato doméstico (F. catus)                |
|  |                                          |
|  | Gato montés euroasiático (F. silvestris) |
|  |                                          |

|  | Gato montés africano (F. lybica) |
|  |                                  |
|  | Gato montés chino (F. bieti)     |
|  |                                  |

|  | Gato doméstico (F. catus)                |
|  |                                          |
|  | Gato montés euroasiático (F. silvestris) |
|  |                                          |

|  | Gato montés africano (F. lybica) |
|  |                                  |
|  | Gato montés chino (F. bieti)     |
|  |                                  |

|  | Gato doméstico (F. catus)                |
|  |                                          |
|  | Gato montés euroasiático (F. silvestris) |
|  |                                          |

|  | Gato montés africano (F. lybica) |
|  |                                  |
|  | Gato montés chino (F. bieti)     |
|  |                                  |

|  | Gato doméstico (F. catus)                |
|  |                                          |
|  | Gato montés euroasiático (F. silvestris) |
|  |                                          |

|  | Gato montés africano (F. lybica) |
|  |                                  |
|  | Gato montés chino (F. bieti)     |
|  |                                  |

|  | Gato doméstico (F. catus)                |
|  |                                          |
|  | Gato montés euroasiático (F. silvestris) |
|  |                                          |

|  | Gato montés africano (F. lybica) |
|  |                                  |
|  | Gato montés chino (F. bieti)     |
|  |                                  |

|  | Gato doméstico (F. catus)                |
|  |                                          |
|  | Gato montés euroasiático (F. silvestris) |
|  |                                          |

|  | Gato montés africano (F. lybica) |
|  |                                  |
|  | Gato montés chino (F. bieti)     |
|  |                                  |

|  | Gato doméstico (F. catus)                |
|  |                                          |
|  | Gato montés euroasiático (F. silvestris) |
|  |                                          |

|  | Gato montés africano (F. lybica) |
|  |                                  |
|  | Gato montés chino (F. bieti)     |
|  |                                  |

|  | Gato doméstico (F. catus)                |
|  |                                          |
|  | Gato montés euroasiático (F. silvestris) |
|  |                                          |

|  | Gato montés africano (F. lybica) |
|  |                                  |
|  | Gato montés chino (F. bieti)     |
|  |                                  |

|  | Gato doméstico (F. catus)                |
|  |                                          |
|  | Gato montés euroasiático (F. silvestris) |
|  |                                          |

|  | Gato montés africano (F. lybica) |
|  |                                  |
|  | Gato montés chino (F. bieti)     |
|  |                                  |

|  | Gato doméstico (F. catus)                |
|  |                                          |
|  | Gato montés euroasiático (F. silvestris) |
|  |                                          |

|  | Gato montés africano (F. lybica) |
|  |                                  |
|  | Gato montés chino (F. bieti)     |
|  |                                  |

|  | Gato doméstico (F. catus)                |
|  |                                          |
|  | Gato montés euroasiático (F. silvestris) |
|  |                                          |

|  | Gato montés africano (F. lybica) |
|  |                                  |
|  | Gato montés chino (F. bieti)     |
|  |                                  |

|  | Gato doméstico (F. catus)                |
|  |                                          |
|  | Gato montés euroasiático (F. silvestris) |
|  |                                          |

|  | Gato montés africano (F. lybica) |
|  |                                  |
|  | Gato montés chino (F. bieti)     |
|  |                                  |

|  | Gato doméstico (F. catus)                |
|  |                                          |
|  | Gato montés euroasiático (F. silvestris) |
|  |                                          |

|  | Gato montés africano (F. lybica) |
|  |                                  |
|  | Gato montés chino (F. bieti)     |
|  |                                  |

|  | Gato doméstico (F. catus)                |
|  |                                          |
|  | Gato montés euroasiático (F. silvestris) |
|  |                                          |

|  | Gato montés africano (F. lybica) |
|  |                                  |
|  | Gato montés chino (F. bieti)     |
|  |                                  |

|  | Gato doméstico (F. catus)                |
|  |                                          |
|  | Gato montés euroasiático (F. silvestris) |
|  |                                          |

|  | Gato montés africano (F. lybica) |
|  |                                  |
|  | Gato montés chino (F. bieti)     |
|  |                                  |

|  | Gato doméstico (F. catus)                |
|  |                                          |
|  | Gato montés euroasiático (F. silvestris) |
|  |                                          |

|  | Gato montés africano (F. lybica) |
|  |                                  |
|  | Gato montés chino (F. bieti)     |
|  |                                  |

|  | Gato doméstico (F. catus)                |
|  |                                          |
|  | Gato montés euroasiático (F. silvestris) |
|  |                                          |

|  | Gato montés africano (F. lybica) |
|  |                                  |
|  | Gato montés chino (F. bieti)     |
|  |                                  |

|  | Gato doméstico (F. catus)                |
|  |                                          |
|  | Gato montés euroasiático (F. silvestris) |
|  |                                          |

|  | Gato montés africano (F. lybica) |
|  |                                  |
|  | Gato montés chino (F. bieti)     |
|  |                                  |

|  | Gato doméstico (F. catus)                |
|  |                                          |
|  | Gato montés euroasiático (F. silvestris) |
|  |                                          |

|  | Gato montés africano (F. lybica) |
|  |                                  |
|  | Gato montés chino (F. bieti)     |
|  |                                  |

|  | Gato doméstico (F. catus)                |
|  |                                          |
|  | Gato montés euroasiático (F. silvestris) |
|  |                                          |

|  | Gato montés africano (F. lybica) |
|  |                                  |
|  | Gato montés chino (F. bieti)     |
|  |                                  |

|  | Gato doméstico (F. catus)                |
|  |                                          |
|  | Gato montés euroasiático (F. silvestris) |
|  |                                          |

|  | Gato montés africano (F. lybica) |
|  |                                  |
|  | Gato montés chino (F. bieti)     |
|  |                                  |

|  | Gato doméstico (F. catus)                |
|  |                                          |
|  | Gato montés euroasiático (F. silvestris) |
|  |                                          |

|  | Gato montés africano (F. lybica) |
|  |                                  |
|  | Gato montés chino (F. bieti)     |
|  |                                  |

|  | Gato doméstico (F. catus)                |
|  |                                          |
|  | Gato montés euroasiático (F. silvestris) |
|  |                                          |

|  | Gato montés africano (F. lybica) |
|  |                                  |
|  | Gato montés chino (F. bieti)     |
|  |                                  |

|  | Gato doméstico (F. catus)                |
|  |                                          |
|  | Gato montés euroasiático (F. silvestris) |
|  |                                          |

|  | Gato montés africano (F. lybica) |
|  |                                  |
|  | Gato montés chino (F. bieti)     |
|  |                                  |

|  | Gato doméstico (F. catus)                |
|  |                                          |
|  | Gato montés euroasiático (F. silvestris) |
|  |                                          |

|  | Gato montés africano (F. lybica) |
|  |                                  |
|  | Gato montés chino (F. bieti)     |
|  |                                  |

|  | Gato doméstico (F. catus)                |
|  |                                          |
|  | Gato montés euroasiático (F. silvestris) |
|  |                                          |

|  | Gato montés africano (F. lybica) |
|  |                                  |
|  | Gato montés chino (F. bieti)     |
|  |                                  |

|  | Gato doméstico (F. catus)                |
|  |                                          |
|  | Gato montés euroasiático (F. silvestris) |
|  |                                          |

|  | Gato montés africano (F. lybica) |
|  |                                  |
|  | Gato montés chino (F. bieti)     |
|  |                                  |

|  | Gato doméstico (F. catus)                |
|  |                                          |
|  | Gato montés euroasiático (F. silvestris) |
|  |                                          |

|  | Gato montés africano (F. lybica) |
|  |                                  |
|  | Gato montés chino (F. bieti)     |
|  |                                  |

|  | Gato doméstico (F. catus)                |
|  |                                          |
|  | Gato montés euroasiático (F. silvestris) |
|  |                                          |

|  | Gato montés africano (F. lybica) |
|  |                                  |
|  | Gato montés chino (F. bieti)     |
|  |                                  |

|  | Gato doméstico (F. catus)                |
|  |                                          |
|  | Gato montés euroasiático (F. silvestris) |
|  |                                          |

|  | Gato montés africano (F. lybica) |
|  |                                  |
|  | Gato montés chino (F. bieti)     |
|  |                                  |

|  | Gato doméstico (F. catus)                |
|  |                                          |
|  | Gato montés euroasiático (F. silvestris) |
|  |                                          |

|  | Gato montés africano (F. lybica) |
|  |                                  |
|  | Gato montés chino (F. bieti)     |
|  |                                  |

|  | Gato doméstico (F. catus)                |
|  |                                          |
|  | Gato montés euroasiático (F. silvestris) |
|  |                                          |

|  | Gato montés africano (F. lybica) |
|  |                                  |
|  | Gato montés chino (F. bieti)     |
|  |                                  |

|  | Gato doméstico (F. catus)                |
|  |                                          |
|  | Gato montés euroasiático (F. silvestris) |
|  |                                          |

|  | Gato montés africano (F. lybica) |
|  |                                  |
|  | Gato montés chino (F. bieti)     |
|  |                                  |

|  | Gato doméstico (F. catus)                |
|  |                                          |
|  | Gato montés euroasiático (F. silvestris) |
|  |                                          |

|  | Gato montés africano (F. lybica) |
|  |                                  |
|  | Gato montés chino (F. bieti)     |
|  |                                  |

|  | Gato doméstico (F. catus)                |
|  |                                          |
|  | Gato montés euroasiático (F. silvestris) |
|  |                                          |

|  | Gato montés africano (F. lybica) |
|  |                                  |
|  | Gato montés chino (F. bieti)     |
|  |                                  |

|  | Gato doméstico (F. catus)                |
|  |                                          |
|  | Gato montés euroasiático (F. silvestris) |
|  |                                          |

|  | Gato montés africano (F. lybica) |
|  |                                  |
|  | Gato montés chino (F. bieti)     |
|  |                                  |

|  | Gato doméstico (F. catus)                |
|  |                                          |
|  | Gato montés euroasiático (F. silvestris) |
|  |                                          |

|  | Gato montés africano (F. lybica) |
|  |                                  |
|  | Gato montés chino (F. bieti)     |
|  |                                  |

|  | Gato doméstico (F. catus)                |
|  |                                          |
|  | Gato montés euroasiático (F. silvestris) |
|  |                                          |

|  | Gato montés africano (F. lybica) |
|  |                                  |
|  | Gato montés chino (F. bieti)     |
|  |                                  |

|  | Gato doméstico (F. catus)                |
|  |                                          |
|  | Gato montés euroasiático (F. silvestris) |
|  |                                          |

|  | Gato montés africano (F. lybica) |
|  |                                  |
|  | Gato montés chino (F. bieti)     |
|  |                                  |

|  | Gato doméstico (F. catus)                |
|  |                                          |
|  | Gato montés euroasiático (F. silvestris) |
|  |                                          |

|  | Gato montés africano (F. lybica) |
|  |                                  |
|  | Gato montés chino (F. bieti)     |
|  |                                  |

|  | Gato doméstico (F. catus)                |
|  |                                          |
|  | Gato montés euroasiático (F. silvestris) |
|  |                                          |

|  | Gato montés africano (F. lybica) |
|  |                                  |
|  | Gato montés chino (F. bieti)     |
|  |                                  |

|  | Gato doméstico (F. catus)                |
|  |                                          |
|  | Gato montés euroasiático (F. silvestris) |
|  |                                          |

|  | Gato montés africano (F. lybica) |
|  |                                  |
|  | Gato montés chino (F. bieti)     |
|  |                                  |

|  | Gato doméstico (F. catus)                |
|  |                                          |
|  | Gato montés euroasiático (F. silvestris) |
|  |                                          |

|  | Gato montés africano (F. lybica) |
|  |                                  |
|  | Gato montés chino (F. bieti)     |
|  |                                  |

|  | Gato doméstico (F. catus)                |
|  |                                          |
|  | Gato montés euroasiático (F. silvestris) |
|  |                                          |

|  | Gato montés africano (F. lybica) |
|  |                                  |
|  | Gato montés chino (F. bieti)     |
|  |                                  |

|  | Gato doméstico (F. catus)                |
|  |                                          |
|  | Gato montés euroasiático (F. silvestris) |
|  |                                          |

|  | Gato montés africano (F. lybica) |
|  |                                  |
|  | Gato montés chino (F. bieti)     |
|  |                                  |

|  | Gato doméstico (F. catus)                |
|  |                                          |
|  | Gato montés euroasiático (F. silvestris) |
|  |                                          |

|  | Gato montés africano (F. lybica) |
|  |                                  |
|  | Gato montés chino (F. bieti)     |
|  |                                  |

|  | Gato doméstico (F. catus)                |
|  |                                          |
|  | Gato montés euroasiático (F. silvestris) |
|  |                                          |

|  | Gato montés africano (F. lybica) |
|  |                                  |
|  | Gato montés chino (F. bieti)     |
|  |                                  |

|  | Gato doméstico (F. catus)                |
|  |                                          |
|  | Gato montés euroasiático (F. silvestris) |
|  |                                          |

|  | Gato montés africano (F. lybica) |
|  |                                  |
|  | Gato montés chino (F. bieti)     |
|  |                                  |

|  | Gato doméstico (F. catus)                |
|  |                                          |
|  | Gato montés euroasiático (F. silvestris) |
|  |                                          |

|  | Gato montés africano (F. lybica) |
|  |                                  |
|  | Gato montés chino (F. bieti)     |
|  |                                  |

|  | Gato doméstico (F. catus)                |
|  |                                          |
|  | Gato montés euroasiático (F. silvestris) |
|  |                                          |

|  | Gato montés africano (F. lybica) |
|  |                                  |
|  | Gato montés chino (F. bieti)     |
|  |                                  |

|  | Gato doméstico (F. catus)                |
|  |                                          |
|  | Gato montés euroasiático (F. silvestris) |
|  |                                          |

|  | Gato montés africano (F. lybica) |
|  |                                  |
|  | Gato montés chino (F. bieti)     |
|  |                                  |

|  | Gato doméstico (F. catus)                |
|  |                                          |
|  | Gato montés euroasiático (F. silvestris) |
|  |                                          |

|  | Gato montés africano (F. lybica) |
|  |                                  |
|  | Gato montés chino (F. bieti)     |
|  |                                  |

|  | Gato doméstico (F. catus)                |
|  |                                          |
|  | Gato montés euroasiático (F. silvestris) |
|  |                                          |

|  | Gato montés africano (F. lybica) |
|  |                                  |
|  | Gato montés chino (F. bieti)     |
|  |                                  |

|  | Gato doméstico (F. catus)                |
|  |                                          |
|  | Gato montés euroasiático (F. silvestris) |
|  |                                          |

|  | Gato montés africano (F. lybica) |
|  |                                  |
|  | Gato montés chino (F. bieti)     |
|  |                                  |

|  | Gato doméstico (F. catus)                |
|  |                                          |
|  | Gato montés euroasiático (F. silvestris) |
|  |                                          |

|  | Gato montés africano (F. lybica) |
|  |                                  |
|  | Gato montés chino (F. bieti)     |
|  |                                  |

|  | Gato doméstico (F. catus)                |
|  |                                          |
|  | Gato montés euroasiático (F. silvestris) |
|  |                                          |

|  | Gato montés africano (F. lybica) |
|  |                                  |
|  | Gato montés chino (F. bieti)     |
|  |                                  |

|  | Gato doméstico (F. catus)                |
|  |                                          |
|  | Gato montés euroasiático (F. silvestris) |
|  |                                          |

|  | Gato montés africano (F. lybica) |
|  |                                  |
|  | Gato montés chino (F. bieti)     |
|  |                                  |

|  | Gato doméstico (F. catus)                |
|  |                                          |
|  | Gato montés euroasiático (F. silvestris) |
|  |                                          |

|  | Gato montés africano (F. lybica) |
|  |                                  |
|  | Gato montés chino (F. bieti)     |
|  |                                  |

|  | Gato doméstico (F. catus)                |
|  |                                          |
|  | Gato montés euroasiático (F. silvestris) |
|  |                                          |

|  | Gato montés africano (F. lybica) |
|  |                                  |
|  | Gato montés chino (F. bieti)     |
|  |                                  |

|  | Gato doméstico (F. catus)                |
|  |                                          |
|  | Gato montés euroasiático (F. silvestris) |
|  |                                          |

|  | Gato montés africano (F. lybica) |
|  |                                  |
|  | Gato montés chino (F. bieti)     |
|  |                                  |

|  | Gato doméstico (F. catus)                |
|  |                                          |
|  | Gato montés euroasiático (F. silvestris) |
|  |                                          |

|  | Gato montés africano (F. lybica) |
|  |                                  |
|  | Gato montés chino (F. bieti)     |
|  |                                  |

|  | Gato doméstico (F. catus)                |
|  |                                          |
|  | Gato montés euroasiático (F. silvestris) |
|  |                                          |

|  | Gato montés africano (F. lybica) |
|  |                                  |
|  | Gato montés chino (F. bieti)     |
|  |                                  |

|  | Gato doméstico (F. catus)                |
|  |                                          |
|  | Gato montés euroasiático (F. silvestris) |
|  |                                          |

|  | Gato montés africano (F. lybica) |
|  |                                  |
|  | Gato montés chino (F. bieti)     |
|  |                                  |

|  | Gato doméstico (F. catus)                |
|  |                                          |
|  | Gato montés euroasiático (F. silvestris) |
|  |                                          |

|  | Gato montés africano (F. lybica) |
|  |                                  |
|  | Gato montés chino (F. bieti)     |
|  |                                  |

|  | Gato doméstico (F. catus)                |
|  |                                          |
|  | Gato montés euroasiático (F. silvestris) |
|  |                                          |

|  | Gato montés africano (F. lybica) |
|  |                                  |
|  | Gato montés chino (F. bieti)     |
|  |                                  |

|  | Gato doméstico (F. catus)                |
|  |                                          |
|  | Gato montés euroasiático (F. silvestris) |
|  |                                          |

|  | Gato montés africano (F. lybica) |
|  |                                  |
|  | Gato montés chino (F. bieti)     |
|  |                                  |

|  | Gato doméstico (F. catus)                |
|  |                                          |
|  | Gato montés euroasiático (F. silvestris) |
|  |                                          |

|  | Gato montés africano (F. lybica) |
|  |                                  |
|  | Gato montés chino (F. bieti)     |
|  |                                  |

|  | Gato doméstico (F. catus)                |
|  |                                          |
|  | Gato montés euroasiático (F. silvestris) |
|  |                                          |

|  | Gato montés africano (F. lybica) |
|  |                                  |
|  | Gato montés chino (F. bieti)     |
|  |                                  |

|  | Gato doméstico (F. catus)                |
|  |                                          |
|  | Gato montés euroasiático (F. silvestris) |
|  |                                          |

|  | Gato montés africano (F. lybica) |
|  |                                  |
|  | Gato montés chino (F. bieti)     |
|  |                                  |

|  | Gato doméstico (F. catus)                |
|  |                                          |
|  | Gato montés euroasiático (F. silvestris) |
|  |                                          |

|  | Gato montés africano (F. lybica) |
|  |                                  |
|  | Gato montés chino (F. bieti)     |
|  |                                  |

|  | Gato doméstico (F. catus)                |
|  |                                          |
|  | Gato montés euroasiático (F. silvestris) |
|  |                                          |

|  | Gato montés africano (F. lybica) |
|  |                                  |
|  | Gato montés chino (F. bieti)     |
|  |                                  |

|  | Gato doméstico (F. catus)                |
|  |                                          |
|  | Gato montés euroasiático (F. silvestris) |
|  |                                          |

|  | Gato montés africano (F. lybica) |
|  |                                  |
|  | Gato montés chino (F. bieti)     |
|  |                                  |

|  | Gato doméstico (F. catus)                |
|  |                                          |
|  | Gato montés euroasiático (F. silvestris) |
|  |                                          |

|  | Gato montés africano (F. lybica) |
|  |                                  |
|  | Gato montés chino (F. bieti)     |
|  |                                  |

|  | Gato doméstico (F. catus)                |
|  |                                          |
|  | Gato montés euroasiático (F. silvestris) |
|  |                                          |

|  | Gato montés africano (F. lybica) |
|  |                                  |
|  | Gato montés chino (F. bieti)     |
|  |                                  |

|  | Gato doméstico (F. catus)                |
|  |                                          |
|  | Gato montés euroasiático (F. silvestris) |
|  |                                          |

|  | Gato montés africano (F. lybica) |
|  |                                  |
|  | Gato montés chino (F. bieti)     |
|  |                                  |

|  | Gato doméstico (F. catus)                |
|  |                                          |
|  | Gato montés euroasiático (F. silvestris) |
|  |                                          |

|  | Gato montés africano (F. lybica) |
|  |                                  |
|  | Gato montés chino (F. bieti)     |
|  |                                  |

|  | Gato doméstico (F. catus)                |
|  |                                          |
|  | Gato montés euroasiático (F. silvestris) |
|  |                                          |

|  | Gato montés africano (F. lybica) |
|  |                                  |
|  | Gato montés chino (F. bieti)     |
|  |                                  |

|  | Gato doméstico (F. catus)                |
|  |                                          |
|  | Gato montés euroasiático (F. silvestris) |
|  |                                          |

|  | Gato montés africano (F. lybica) |
|  |                                  |
|  | Gato montés chino (F. bieti)     |
|  |                                  |

|  | Gato doméstico (F. catus)                |
|  |                                          |
|  | Gato montés euroasiático (F. silvestris) |
|  |                                          |

|  | Gato montés africano (F. lybica) |
|  |                                  |
|  | Gato montés chino (F. bieti)     |
|  |                                  |

|  | Gato doméstico (F. catus)                |
|  |                                          |
|  | Gato montés euroasiático (F. silvestris) |
|  |                                          |

|  | Gato montés africano (F. lybica) |
|  |                                  |
|  | Gato montés chino (F. bieti)     |
|  |                                  |

|  | Gato doméstico (F. catus)                |
|  |                                          |
|  | Gato montés euroasiático (F. silvestris) |
|  |                                          |

|  | Gato montés africano (F. lybica) |
|  |                                  |
|  | Gato montés chino (F. bieti)     |
|  |                                  |

|  | Gato doméstico (F. catus)                |
|  |                                          |
|  | Gato montés euroasiático (F. silvestris) |
|  |                                          |

|  | Gato montés africano (F. lybica) |
|  |                                  |
|  | Gato montés chino (F. bieti)     |
|  |                                  |

|  | Gato doméstico (F. catus)                |
|  |                                          |
|  | Gato montés euroasiático (F. silvestris) |
|  |                                          |

|  | Gato montés africano (F. lybica) |
|  |                                  |
|  | Gato montés chino (F. bieti)     |
|  |                                  |

|  | Gato doméstico (F. catus)                |
|  |                                          |
|  | Gato montés euroasiático (F. silvestris) |
|  |                                          |

|  | Gato montés africano (F. lybica) |
|  |                                  |
|  | Gato montés chino (F. bieti)     |
|  |                                  |

|  | Gato doméstico (F. catus)                |
|  |                                          |
|  | Gato montés euroasiático (F. silvestris) |
|  |                                          |

|  | Gato montés africano (F. lybica) |
|  |                                  |
|  | Gato montés chino (F. bieti)     |
|  |                                  |

|  | Gato doméstico (F. catus)                |
|  |                                          |
|  | Gato montés euroasiático (F. silvestris) |
|  |                                          |

|  | Gato montés africano (F. lybica) |
|  |                                  |
|  | Gato montés chino (F. bieti)     |
|  |                                  |

|  | Gato doméstico (F. catus)                |
|  |                                          |
|  | Gato montés euroasiático (F. silvestris) |
|  |                                          |

|  | Gato montés africano (F. lybica) |
|  |                                  |
|  | Gato montés chino (F. bieti)     |
|  |                                  |

|  | Gato doméstico (F. catus)                |
|  |                                          |
|  | Gato montés euroasiático (F. silvestris) |
|  |                                          |

|  | Gato montés africano (F. lybica) |
|  |                                  |
|  | Gato montés chino (F. bieti)     |
|  |                                  |

|  | Gato doméstico (F. catus)                |
|  |                                          |
|  | Gato montés euroasiático (F. silvestris) |
|  |                                          |

|  | Gato montés africano (F. lybica) |
|  |                                  |
|  | Gato montés chino (F. bieti)     |
|  |                                  |

|  | Gato doméstico (F. catus)                |
|  |                                          |
|  | Gato montés euroasiático (F. silvestris) |
|  |                                          |

|  | Gato montés africano (F. lybica) |
|  |                                  |
|  | Gato montés chino (F. bieti)     |
|  |                                  |

|  | Gato doméstico (F. catus)                |
|  |                                          |
|  | Gato montés euroasiático (F. silvestris) |
|  |                                          |

|  | Gato montés africano (F. lybica) |
|  |                                  |
|  | Gato montés chino (F. bieti)     |
|  |                                  |

|  | Gato doméstico (F. catus)                |
|  |                                          |
|  | Gato montés euroasiático (F. silvestris) |
|  |                                          |

|  | Gato montés africano (F. lybica) |
|  |                                  |
|  | Gato montés chino (F. bieti)     |
|  |                                  |

|  | Gato doméstico (F. catus)                |
|  |                                          |
|  | Gato montés euroasiático (F. silvestris) |
|  |                                          |

|  | Gato montés africano (F. lybica) |
|  |                                  |
|  | Gato montés chino (F. bieti)     |
|  |                                  |

|  | Gato doméstico (F. catus)                |
|  |                                          |
|  | Gato montés euroasiático (F. silvestris) |
|  |                                          |

|  | Gato montés africano (F. lybica) |
|  |                                  |
|  | Gato montés chino (F. bieti)     |
|  |                                  |

|  | Gato doméstico (F. catus)                |
|  |                                          |
|  | Gato montés euroasiático (F. silvestris) |
|  |                                          |

|  | Gato montés africano (F. lybica) |
|  |                                  |
|  | Gato montés chino (F. bieti)     |
|  |                                  |

|  | Gato doméstico (F. catus)                |
|  |                                          |
|  | Gato montés euroasiático (F. silvestris) |
|  |                                          |

|  | Gato montés africano (F. lybica) |
|  |                                  |
|  | Gato montés chino (F. bieti)     |
|  |                                  |

|  | Gato doméstico (F. catus)                |
|  |                                          |
|  | Gato montés euroasiático (F. silvestris) |
|  |                                          |

|  | Gato montés africano (F. lybica) |
|  |                                  |
|  | Gato montés chino (F. bieti)     |
|  |                                  |

|  | Gato doméstico (F. catus)                |
|  |                                          |
|  | Gato montés euroasiático (F. silvestris) |
|  |                                          |

|  | Gato montés africano (F. lybica) |
|  |                                  |
|  | Gato montés chino (F. bieti)     |
|  |                                  |

|  | Gato doméstico (F. catus)                |
|  |                                          |
|  | Gato montés euroasiático (F. silvestris) |
|  |                                          |

|  | Gato montés africano (F. lybica) |
|  |                                  |
|  | Gato montés chino (F. bieti)     |
|  |                                  |

|  | Gato doméstico (F. catus)                |
|  |                                          |
|  | Gato montés euroasiático (F. silvestris) |
|  |                                          |

|  | Gato montés africano (F. lybica) |
|  |                                  |
|  | Gato montés chino (F. bieti)     |
|  |                                  |

|  | Gato doméstico (F. catus)                |
|  |                                          |
|  | Gato montés euroasiático (F. silvestris) |
|  |                                          |

|  | Gato montés africano (F. lybica) |
|  |                                  |
|  | Gato montés chino (F. bieti)     |
|  |                                  |

|  | Gato doméstico (F. catus)                |
|  |                                          |
|  | Gato montés euroasiático (F. silvestris) |
|  |                                          |

|  | Gato montés africano (F. lybica) |
|  |                                  |
|  | Gato montés chino (F. bieti)     |
|  |                                  |

|  | Gato doméstico (F. catus)                |
|  |                                          |
|  | Gato montés euroasiático (F. silvestris) |
|  |                                          |

|  | Gato montés africano (F. lybica) |
|  |                                  |
|  | Gato montés chino (F. bieti)     |
|  |                                  |

|  | Gato doméstico (F. catus)                |
|  |                                          |
|  | Gato montés euroasiático (F. silvestris) |
|  |                                          |

|  | Gato montés africano (F. lybica) |
|  |                                  |
|  | Gato montés chino (F. bieti)     |
|  |                                  |

|  | Gato doméstico (F. catus)                |
|  |                                          |
|  | Gato montés euroasiático (F. silvestris) |
|  |                                          |

|  | Gato montés africano (F. lybica) |
|  |                                  |
|  | Gato montés chino (F. bieti)     |
|  |                                  |

|  | Gato doméstico (F. catus)                |
|  |                                          |
|  | Gato montés euroasiático (F. silvestris) |
|  |                                          |

|  | Gato montés africano (F. lybica) |
|  |                                  |
|  | Gato montés chino (F. bieti)     |
|  |                                  |

|  | Gato doméstico (F. catus)                |
|  |                                          |
|  | Gato montés euroasiático (F. silvestris) |
|  |                                          |

|  | Gato montés africano (F. lybica) |
|  |                                  |
|  | Gato montés chino (F. bieti)     |
|  |                                  |

|  | Gato doméstico (F. catus)                |
|  |                                          |
|  | Gato montés euroasiático (F. silvestris) |
|  |                                          |

|  | Gato montés africano (F. lybica) |
|  |                                  |
|  | Gato montés chino (F. bieti)     |
|  |                                  |

|  | Gato doméstico (F. catus)                |
|  |                                          |
|  | Gato montés euroasiático (F. silvestris) |
|  |                                          |

|  | Gato montés africano (F. lybica) |
|  |                                  |
|  | Gato montés chino (F. bieti)     |
|  |                                  |

|  | Gato doméstico (F. catus)                |
|  |                                          |
|  | Gato montés euroasiático (F. silvestris) |
|  |                                          |

|  | Gato montés africano (F. lybica) |
|  |                                  |
|  | Gato montés chino (F. bieti)     |
|  |                                  |

|  | Gato doméstico (F. catus)                |
|  |                                          |
|  | Gato montés euroasiático (F. silvestris) |
|  |                                          |

|  | Gato montés africano (F. lybica) |
|  |                                  |
|  | Gato montés chino (F. bieti)     |
|  |                                  |

|  | Gato doméstico (F. catus)                |
|  |                                          |
|  | Gato montés euroasiático (F. silvestris) |
|  |                                          |

|  | Gato montés africano (F. lybica) |
|  |                                  |
|  | Gato montés chino (F. bieti)     |
|  |                                  |

|  | Gato doméstico (F. catus)                |
|  |                                          |
|  | Gato montés euroasiático (F. silvestris) |
|  |                                          |

|  | Gato montés africano (F. lybica) |
|  |                                  |
|  | Gato montés chino (F. bieti)     |
|  |                                  |

|  | Gato doméstico (F. catus)                |
|  |                                          |
|  | Gato montés euroasiático (F. silvestris) |
|  |                                          |

|  | Gato montés africano (F. lybica) |
|  |                                  |
|  | Gato montés chino (F. bieti)     |
|  |                                  |

## Reproducción
Los gatos patinegros han vivido hasta diez años en cautiverio. Las hembras alcanzan la madurez sexual a los ocho o doce meses. Su época de apareamiento dura solo uno o dos días, y suelen aparearse durante unas horas, lo que requiere localizar a machos rápidamente. Durante este período la cópula se repite con frecuencia. La gestación dura sesenta y tres a sesenta y ocho días. Una camada se compone generalmente de dos crías, pero puede variar de una a cuatro. Los cachorros pesan entre 60 y 84 g al nacer ciegos e indefensos aunque son capaces de arrastrarse después de unas pocas horas. Pueden caminar pasadas dos semanas y comienzan a ingerir alimentos sólidos después de un mes.
Las hembras pueden tener hasta dos camadas durante la primavera, verano y otoño y los educan en madrigueras, moviéndolos a nuevas ubicaciones regularmente después de la primera semana. En general, las crías se desarrollan más rápidamente que otros gatos de un tamaño similar para adaptarse rápidamente a un entorno relativamente hostil. Se suelen independizar a los cinco meses de edad aunque pueden permanecer dentro del alcance de su madre.